# Arquitectura rupestre

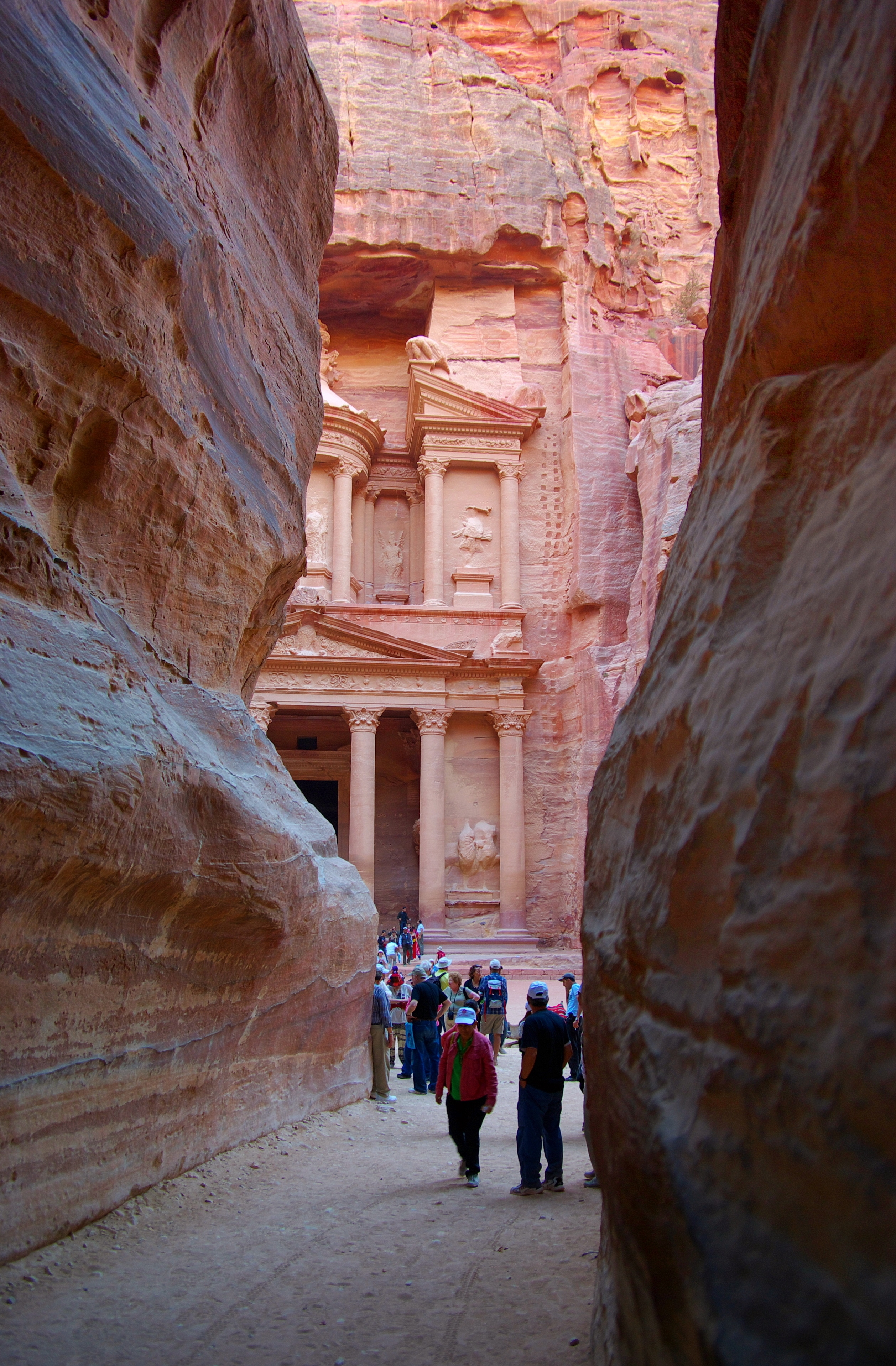
Jazneh Firaum o "Tesoro del Faraón" en el complejo de Petra (Jordania).

Se denomina arquitectura rupestre (del latín rupes, roca), a las construcciones excavadas o esculpidas en cuevas, grutas o paredes rocosas por las civilizaciones antiguas.
Aunque en sentido estricto el término rupestre está ligado a las operaciones en piedra o roca, la arquitectura rupestre está íntimamente emparentada con aquellas arquitecturas producidas por sustracción (en contraposición a las arquitecturas creadas por adición o "construidas"), motivo por el cual no es infrecuente ver este término asociado a las llamadas arquitecturas excavadas, subterráneas y/o troglodíticas.
Las arquitecturas excavadas en roca han surgido en diversas partes del mundo con usos tan variados como ciudades, casas, cisternas, silos, templos o tumbas. Sus primeras manifestaciones se remontan a la prehistoria, y mantienen una producción significativa hasta la Edad Media.
La arquitectura rupestre surge por norma general en aquellas zonas donde abunda la piedra blanda, como el caso de la toba volcánica (Capadocia, en Turquía), la piedra arenisca (Petra, en Jordania, o las ciudades Anasazi en Estados Unidos), o también incluso la piedra caliza o basáltica. En terrenos más disgregados también han surgido con frecuencia arquitecturas excavadas o enterradas, especialmente en climas muy cálidos, en busca de ambientes más frescos para vivienda, y con más frecuencia aún como almacén de alimentos. Estas últimas arquitecturas, sin embargo, en tanto que no están excavadas en roca pura y por tanto necesitan una subestructura o cualquier tipo de paramento o material separador o sustentador del terreno, es decir, en tanto que están construidas en lugar de esculpidas, ya no pertenecen estrictamente al ámbito rupestre.
También se suele englobar dentro de la arquitectura rupestre a la llamada arquitectura monolítica; término utilizado para designar aquellas obras de arquitectura resultantes del tallado de una única piedra, a modo de esculturas habitables.
Algunas obras rupestres han sido calificadas como Patrimonio de la Humanidad por la UNESCO. Entre ellas se encuentran Hal Saflieni, Cerveteri y Tarquinia, Bamiyan, Göreme, Ivanovo, Geghard Longmen, Yungang, Ajantā, Ellora o Fuerte de Samaipata (Considerado la mayor obra de arquitectura rupestre del mundo).

## Historia

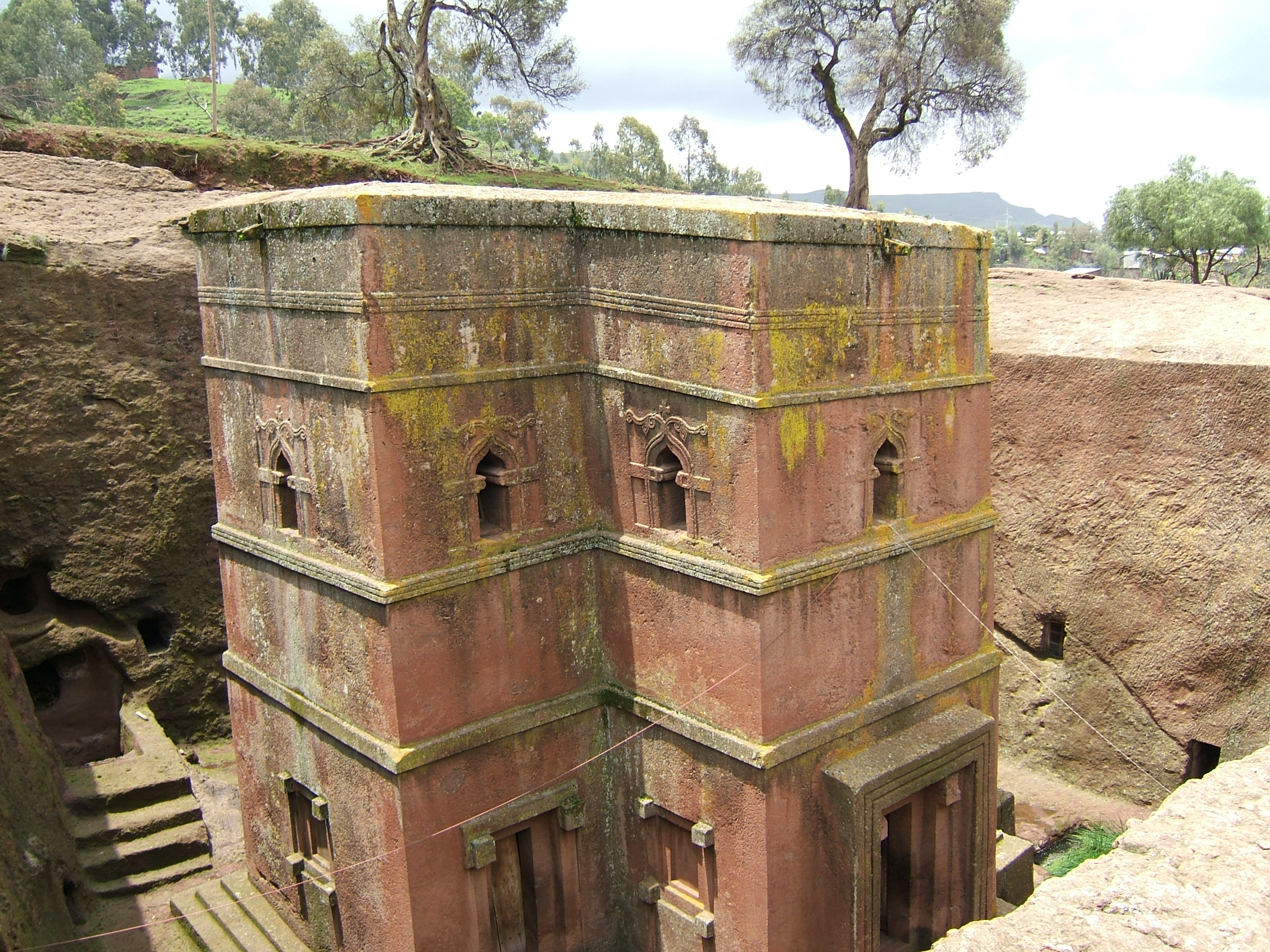
Iglesia Bet Ghiorgis, en Lalibela (Etiopía).

Aunque desde sus inicios el ser humano aprovechó el refugio ofrecido por cuevas y grutas, adornando sus paredes con todo tipo de grabados y pinturas rupestres, no se puede hablar estrictamente de arquitectura hasta que el espacio rocoso empezó a ser sensiblemente modelado o directamente creado por la mano del hombre. Este proceso se conoce a veces como "trogloditismo artificial", y tuvo que esperar hasta el desarrollo de las herramientas de metal, en especial de la metalurgia del hierro. Con frecuencia las intervenciones humanas sobre el entorno natural se produjeron tanto por adición (construcción) como por sustracción (excavación o esculpido), dominando una u otra según las culturas.
A pesar de que existen hipogeos realizados por culturas prehistóricas, como el de Hal Saflieni, en Malta (3000-2500 a. C.) o las necrópolis etruscas de Cerveteri y Tarquinia, las primeras civilizaciones con ejemplos notables de arquitectura rupestre fueron los egipcios y los hititas, cuya influencia se extendería durante los siglos siguientes, especialmente en la península de Anatolia (actual Turquía) y en los territorios circundantes. En todo caso, las primeras obras sirvieron siempre a propósitos funerarios, ampliándose con el tiempo a fines religiosos. Entre los primeros hipogeos egipcios figura la necrópolis de Beni Hassan, entre los siglos XXI y XVII a. C., que tendría siglos después un reflejo más imponente en el Valle de los Reyes. Es un hecho notorio que esta costumbre tuviese un reflejo similar en la cultura china, dos mil años más tarde. Al igual que sucediese en Egipto, la construcción de pirámides en China, iniciada en el siglo III d. C., derivó con el tiempo en la construcción de hipogeos a partir del siglo VI. Sin embargo la historiografía presenta motivos distintos para ese mismo patrón. Mientras en el caso egipcio el cambio se achaca al deseo de los faraones de ocultar las tumbas para protegerlas de los saqueos, en el caso chino se aduce la incapacidad económica para seguir costeando unas obras tan ambiciosas. Los emperadores chinos habrían buscado "pirámides naturales" ya existentes que pudiesen rivalizar en tamaño con las pirámides de sus predecesores, para limitarse a excavar las tumbas en ellas; una actividad mucho menos costosa en recursos. Esta práctica generó los llamados "Montes tumba". Tanto en el caso egipcio como en el chino, estos lugares pasaron a ser sagrados.
Por sus características de longevidad, la arquitectura rupestre se ha empleado especialmente con fines religiosos, ya sea en forma de tumbas o templos. En oriente estas arquitecturas excavadas son más propias del sur de Asia, nacidas inicialmente como alojamientos de ascetas, y más tarde adoptando la forma de templos. El norte de Asia, en cambio, se caracteriza más por el aprovechamiento de grutas y cuevas naturales. La India es el país oriental con más ejemplos de arquitectura rupestre, realizada primero por los budistas, luego por hinduistas, y finalmente por jainistas.
En Europa del este y Asia central, estas arquitecturas excavadas adoptaron principalmente la forma de templos y monasterios, erigidos en distintos momentos desde la antigüedad hasta la Edad Media. La religión cristiana ha generado multitud de iglesias y ermitas rupestres en países tan distantes como España, Turquía o Etiopía. Sólo en la región de Capadocia (Turquía) se han registrado más de 400 iglesias de este tipo. En muchos casos estas obras se producen por la ampliación o sucesivas ampliaciones de alguna cueva natural habitada por ermitaños. Uno de los casos más notables de esta tipología en Europa es la iglesia de San Juan en Aubeterre (Francia).(imagen)
También se han dado, no obstante, importantes ejemplos de arquitecturas excavadas con fines civiles. Aunque las viviendas y cobijos excavados en roca, con más o menos nivel de elaboración, han estado presentes en la práctica totalidad del globo, y en especial en los países de la cuenca mediterránea, las agrupaciones organizadas de viviendas  —llegando incluso a constituirse en ciudades completas— no son tan comunes. Los casos más característicos se encuentran al norte de China, en la tipología de vivienda Yaodong; en América del norte en los asentamientos de la tribu Anasazi, y en la región de Capadocia en Turquía en varias ciudades subterráneas, como la de Kaymakli. Salvo el caso chino, la motivación de estas arquitecturas era puramente defensiva. Esta vocación defensiva también posee manifestaciones más tardías en diversos castillos medievales, con particular incidencia en Centroeuropa (los llamados Höhlenburg o Grottenburg).
Por último, y a pesar de que lo rupestre está generalmente asociado a civilizaciones primitivas, también existen ejemplos más modernos de estas arquitecturas, como el caso del Valle de los Caídos (España), creado ya en el siglo XX.

## Características

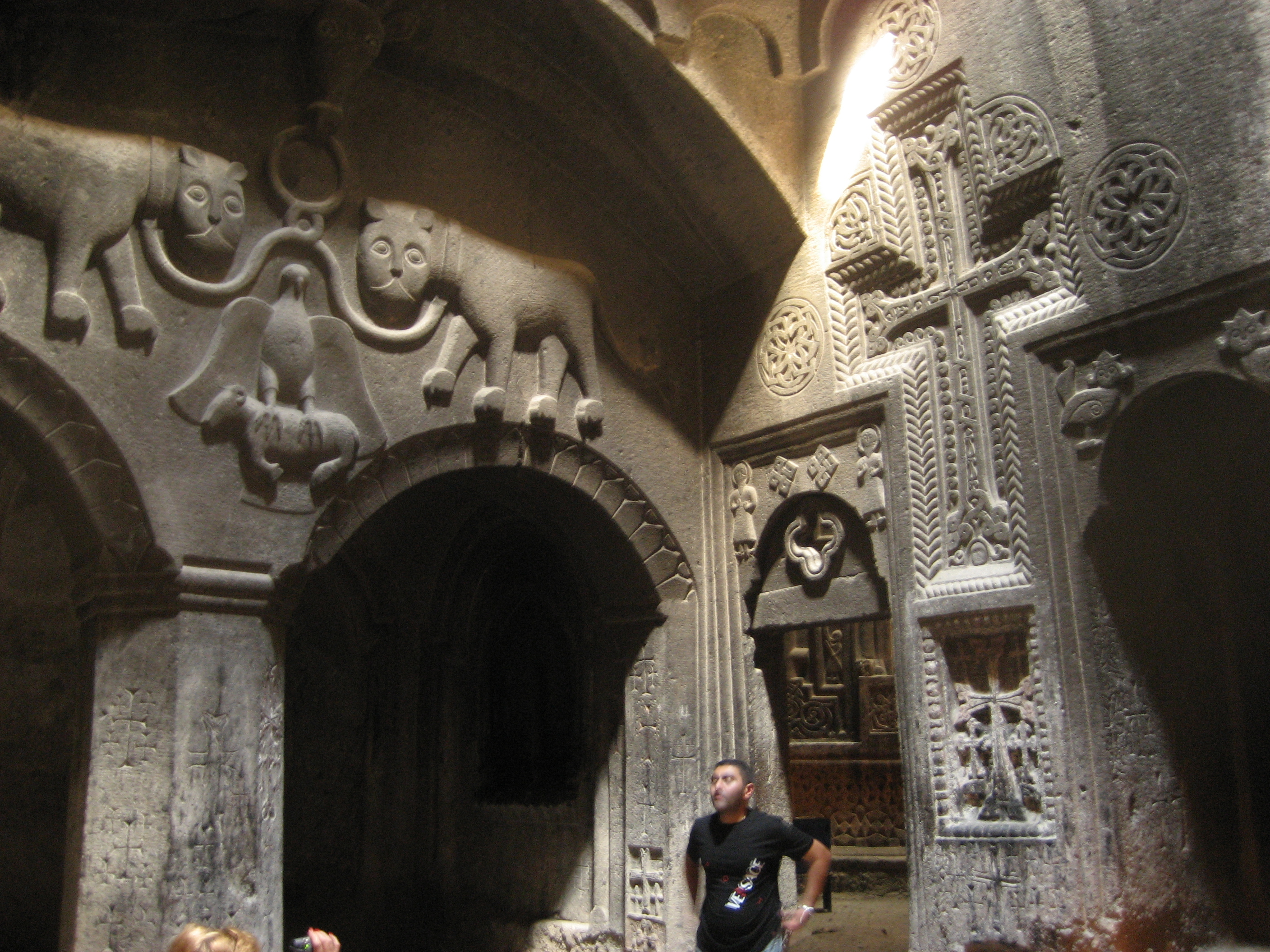
Altorrelieves en el Monasterio de Geghard (Armenia).

Por su naturaleza, la arquitectura rupestre está íntimamente relacionada con la escultura, siendo en ocasiones imposible establecer una frontera entre ambas disciplinas. Entre las características más significativas de la arquitectura excavada cabe destacar el menor impacto de las limitaciones estructurales. Tratándose de una pieza monolítica, las arquitecturas esculpidas pudieron lograr luces imposibles de alcanzar de otro modo con los materiales disponibles en su época. Una prueba de ello es que este tipo de edificios se empezaban de arriba abajo y no de abajo a arriba, como sucede en la arquitectura "construida" o convencional. Este hecho ha sido evidenciado por varias obras inconclusas encontradas en Petra (Jordania) y en la ciudad de Midas, donde la parte inacabada era siempre la inferior. Esta particular característica se ha justificado por la conveniencia de evitar que la roca desprendida pudiese dañar las partes inferiores o a los propios trabajadores.
Debido a la gran cantidad de lugares y culturas en los que se ha dado el fenómeno de la construcción rupestre, existe una gran variedad de estilos. Sin embargo es un hecho destacable que por norma general se imitase el estilo arquitectónico de la época, llegándose incluso a reproducir fielmente detalles constructivos propios de otras técnicas y materiales, aun siendo completamente innecesarios. En los aspectos decorativos, se dio tanto el bajorrelieve y altorrelieve como las superficies enlucidas y policromadas.

### Arquitectura monolítica

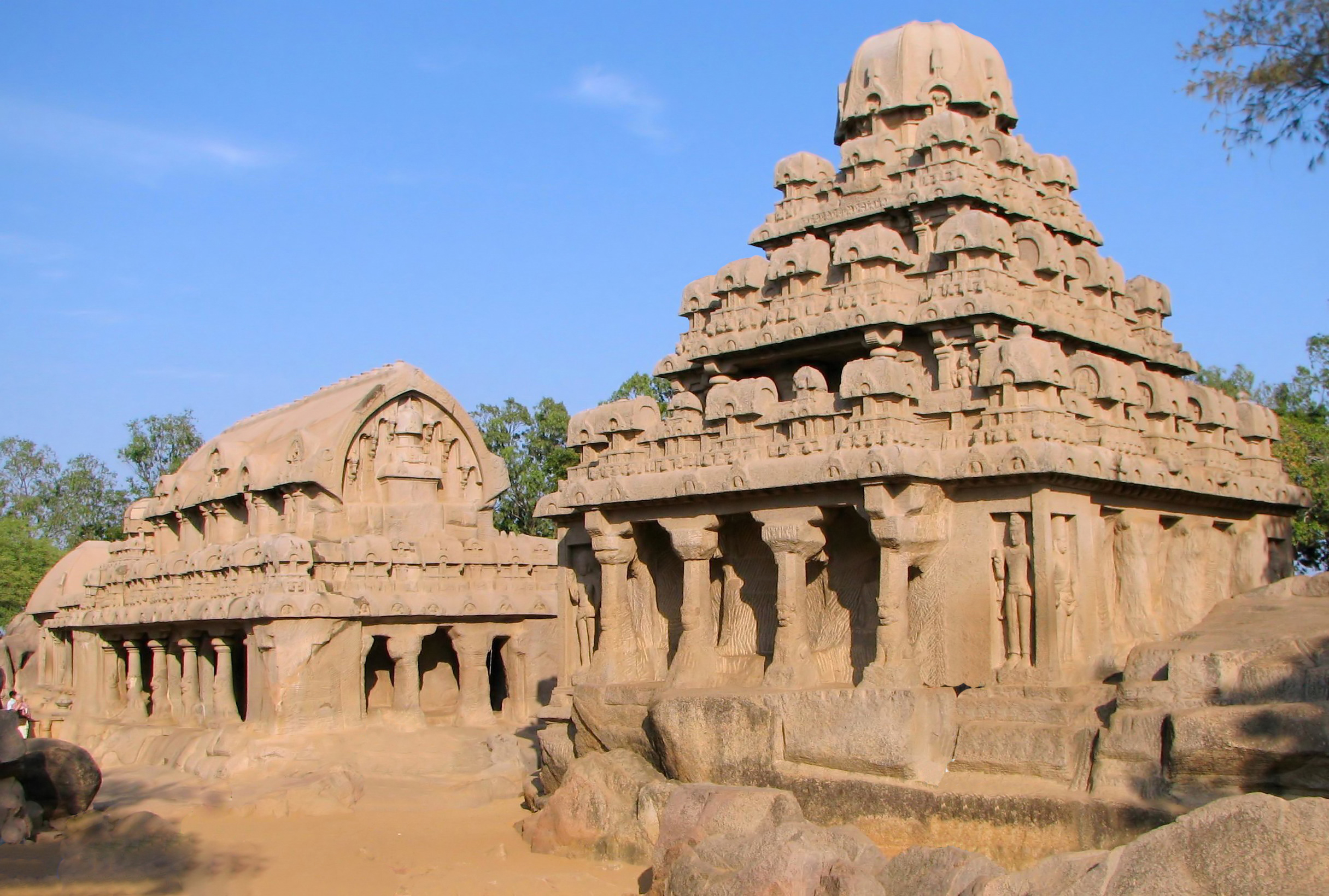
Templos monolíticos en Pancha Rathas (India).

Un caso particular de arquitectura rupestre es el de las llamadas arquitecturas monolíticas, que conceptualmente se pueden entender como el negativo de la arquitectura rupestre habitual. En esta variante, en lugar de horadar el interior de una montaña para crear un espacio, lo que se elimina es el exterior, en un proceso idéntico al modelado de una escultura, dejando un edificio habitable literalmente esculpido a partir de una roca. Todos los ejemplos conocidos de arquitectura monolítica sirven a fines religiosos. Algunos de los ejemplos más notables de este tipo de edificios se encuentran en Ellora y Pancha Rathas (India), y en Lalibela (Etiopía). En América se conoce un único caso de edificio monolítico, llamado Cuauhcalli. Se encuentra en la ciudad de Malinalco (México), y data de la época precolombina.

### Estructuras semirupestres
Existen también arquitecturas semirupestres, creadas conjuntamente tanto por excavación como por construcción, y que son edificadas al amparo de una montaña, por norma general aprovechando y/o cerrando cuevas y grutas ya existentes. Este tipo de edificios, utilizados normalmente con fines defensivos, como templos, o como ambas cosas, se han dado también en diferentes culturas.
En la Edad Media las fortalezas defensivas semirupestres fueron relativamente comunes en Centroeuropa, destacando las regiones del Tirol y Baviera. En alemán reciben el nombre de Höhlenburg o Grottenburg, según predomine la construcción o la excavación, respectivamente. Ejemplos notables de estas arquitecturas son el Castillo de Stein en Alemania (siglo XII) o el Castillo Kropfenstein en Suiza (siglo XIV).
En Grecia son conocidos los Meteora, una escarpada zona rocosa con presencia de ermitaños habitando fisuras y huecos, y que en torno al siglo XIV pasaron a habitar las zonas altas.
En Asia estas construcciones tuvieron un uso eminentemente religioso. En Sri Lanka es famoso el complejo palaciego de Sigiriya, fechado en el siglo V, y las cuevas-templo de Dambulla. En Bután destaca el monasterio de Taktshang, del siglo XVII.
En Norteamérica esta arquitectura mixta tiene una conocida representación en los pueblos de la cultura Anasazi.
Como ejemplo de casos limítrofes, en donde se aprovecha una cueva pero el edificio se ejecuta casi enteramente por construcción, se puede mencionar el Castillo de Predjama (Eslovenia).
En la arquitectura moderna también se dan algunos casos de arquitecturas semirupestres, aunque son muy infrecuentes debido al elevado coste de excavar y retirar la piedra. Un ejemplo se encuentra en la Iglesia de Temppeliaukio (Finlandia).

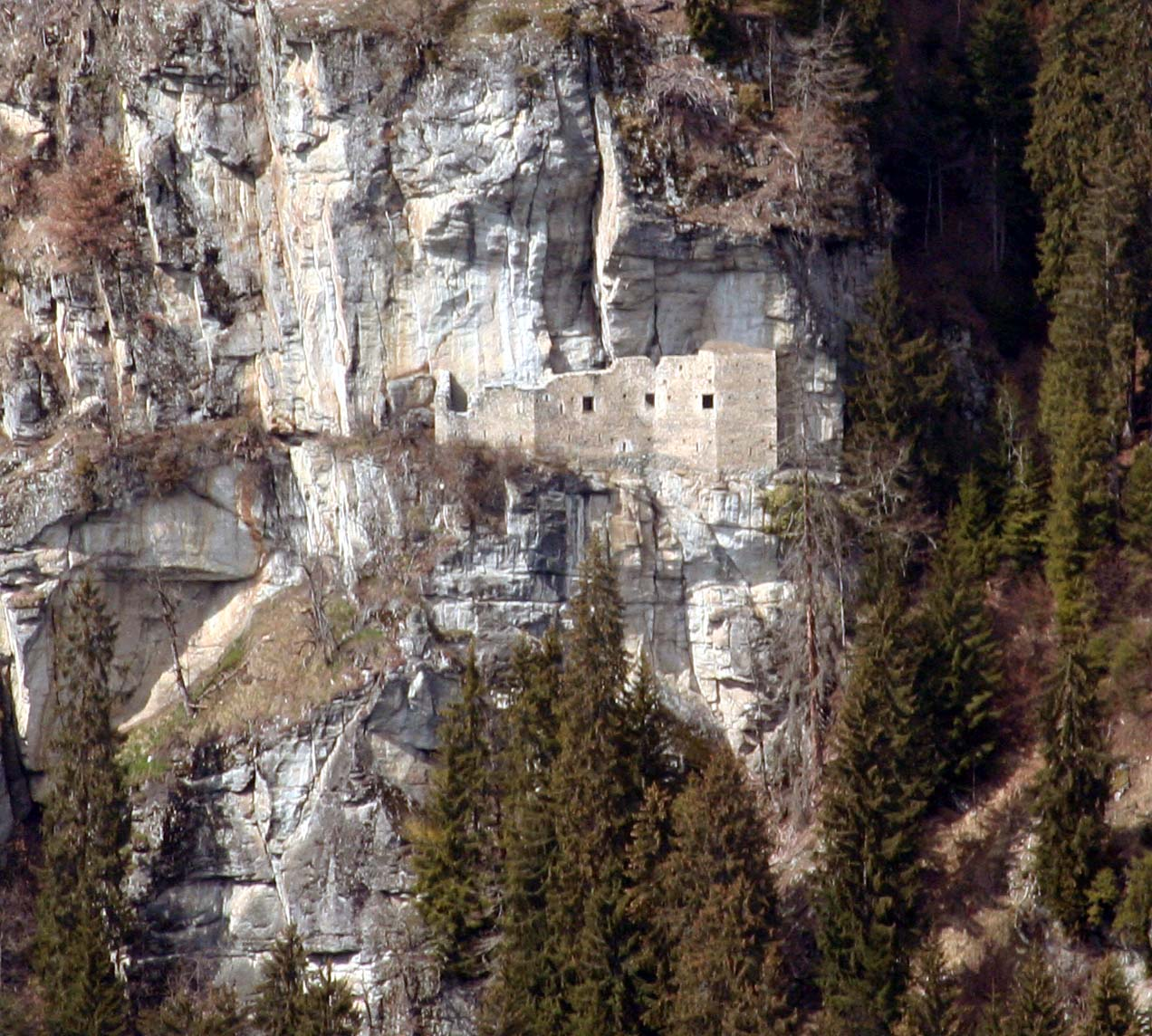
Castillo Kropfenstein, en Suiza.
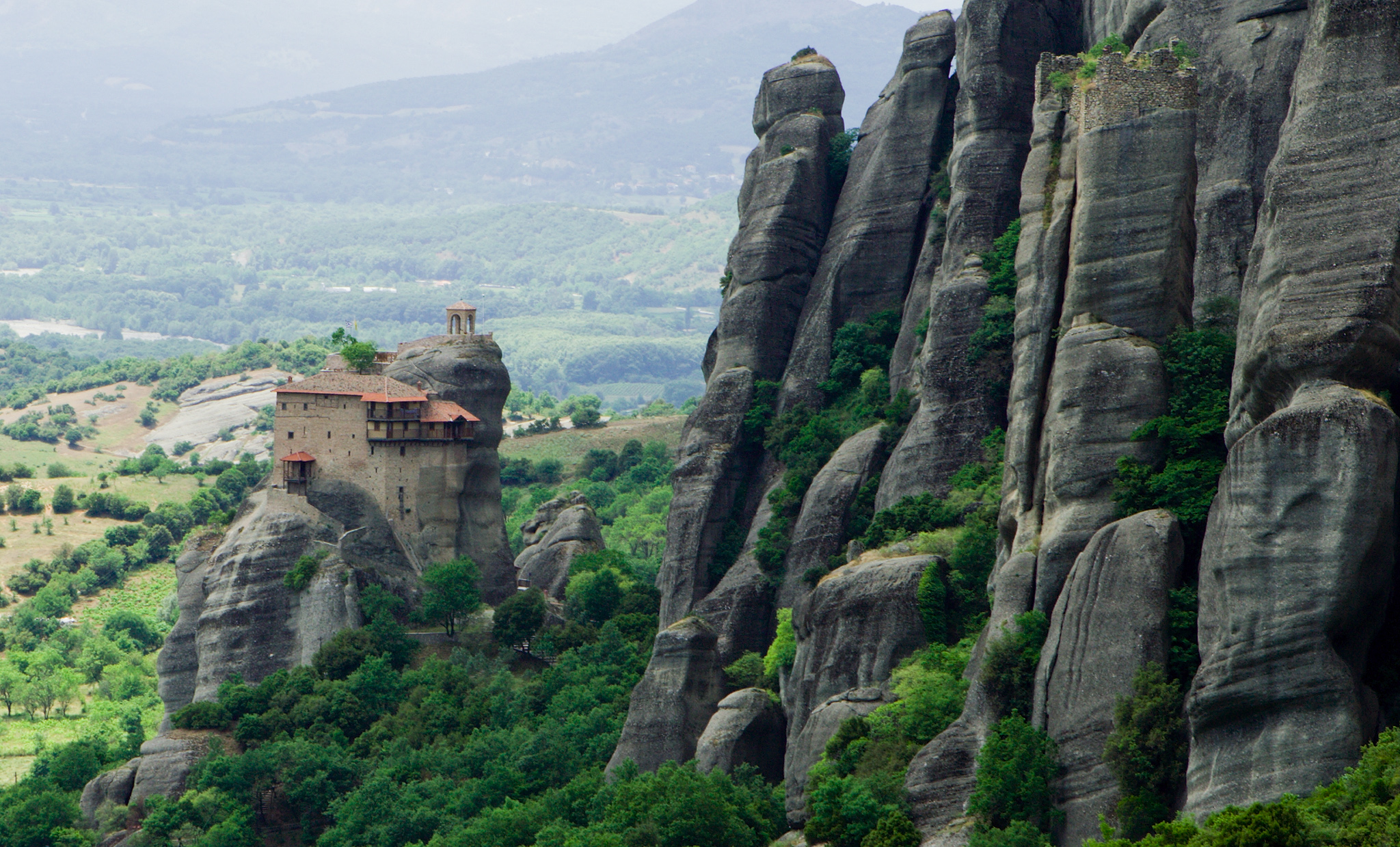
Monasterio en Meteora, Grecia.
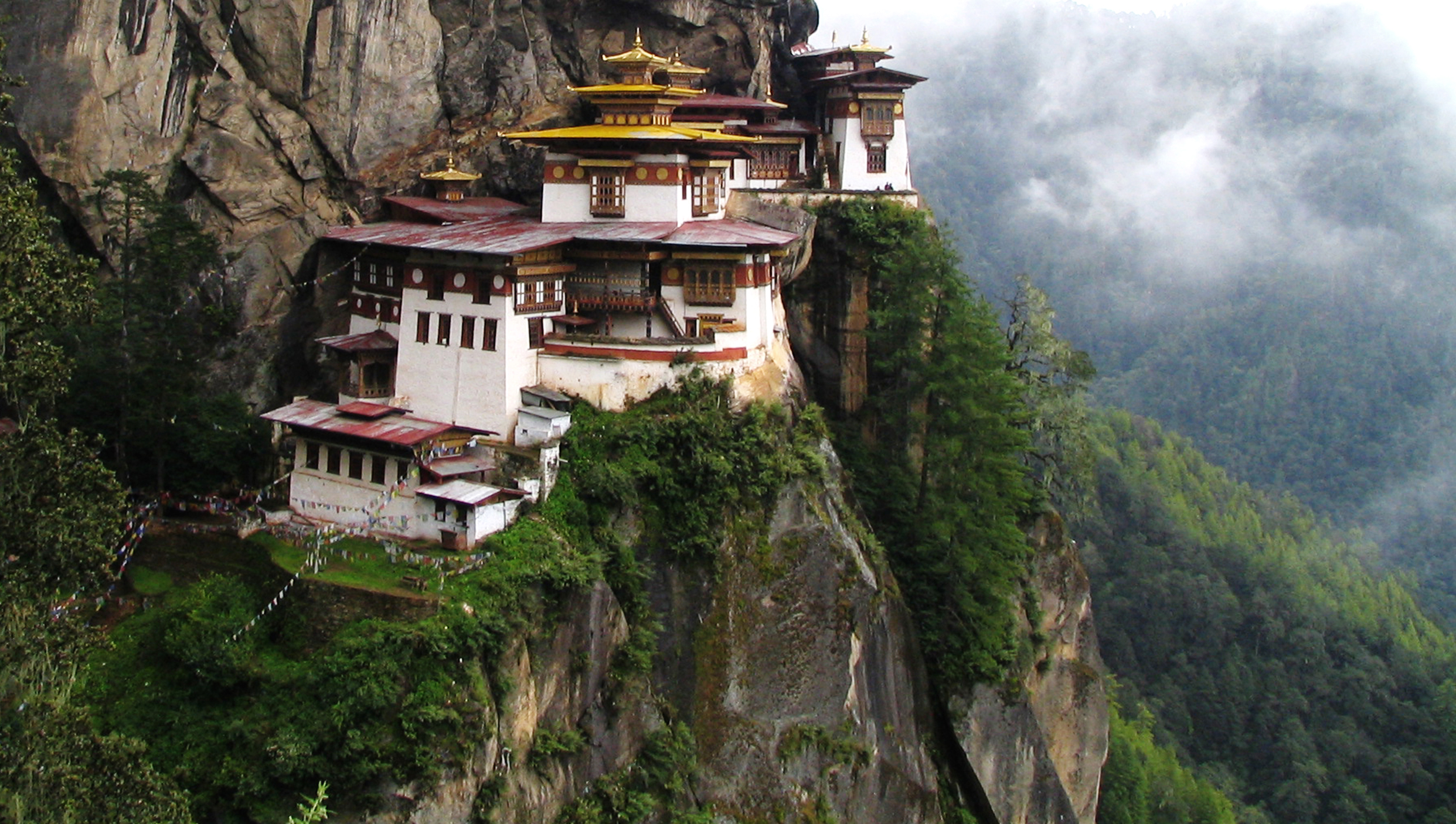
Monasterio de Taktshang, en Bután.

### Escultura y arquitectura
Dado que la arquitectura rupestre se genera mediante excavación, muchas veces no hay más frontera entre arquitectura y escultura que el uso final de la obra. Existen ejemplos de arquitectura-escultura religiosa donde ambas manifestaciones se dan de forma conjunta. Uno de los ejemplos más notables es el complejo de Bamiyan (Afganistán), donde conviven las excavaciones para cobijo de los monjes con excavaciones decorativas puramente escultóricas.

### Arquitectura subterránea
Muy emparentada con la arquitectura rupestre (esculpida en piedra) se encuentra la arquitectura subterránea (excavada en tierra). Se puede seguir hablando de arquitectura rupestre mientras el terreno sea rocoso y la excavación no precise de medios de contención, y por tanto carezca de un proceso de "construcción" propiamente dicho. Cuando esto no sucede se habla de arquitectura subterránea o enterrada. Entre los ejemplos más espectaculares de arquitecturas excavadas se encuentran las catacumbas, destacando las catacumbas cristianas en Roma. En ocasiones se han aprovechado y acondicionado excavaciones mineras abandonadas, como en el caso Catacumbas de París, que utilizaron las galerías creadas durante la época romana para convertirlas en cementerio durante el siglo XVIII. Existen no obstante ejemplos más recientes de arquitecturas enterradas que por su similitud con éstas parece necesario mencionar: el desarrollo armamentístico y la necesidad de protección ante las bombas produjo una moderna tipología de arquitectura subterránea: el búnker. Estos alcanzaron su máximo apogeo coincidiendo con la II Guerra Mundial, siendo quizás su ejemplo más imponente la Línea Maginot. Contemporáneos a estos, pero con fines puramente civiles, se encuentran las redes de metro. Otro tipo de espacios subterráneos, aún en uso, lo constituyen las bodegas enterradas.
En el terreno doméstico se han dado numerosos casos de asentamientos trogloditas o troglodíticos a lo largo de la historia y repartidos por toda la geografía, habitualmente sobre roca blanda o incluso en terrenos disgregados, empleándose en este último caso diversos tipos de morteros para consolidar y acondicionar el espacio interior. Este tipo de viviendas se encuentra relativamente extendido en numerosos países del norte de África, destacando especialmente Libia y Túnez, y en menor medida Argelia y Marruecos)., la ocupación musulmana de la península ibérica introdujo en España este tipo de construcciones, muy extendidas en el sureste peninsular a partir del siglo X d. C. Como ejemplo representativo de viviendas trogloditas excavadas en tierra se pueden citar las viviendas de Matmata, en Túnez.
En tiempos recientes la arquitectura bioclimática está rescatando el concepto de arquitectura enterrada, debido a las cualidades aislantes de la tierra, y por tanto al reducido consumo de energía. Sin embargo la forma de construcción de estas viviendas, que más que por excavación se produce por construcción y posterior recubrimiento de tierra, las excluye de la definición troglodítica.

## Arquitectura rupestre por países
A continuación se expone un listado no exhaustivo de las principales obras de la arquitectura rupestre en el mundo.

### Arabia Saudí
Los nabateos también habitaron en los territorios de la actual Arabia Saudí. En la ciudad de
- Mada'in Saleh o al-Hijr (imagen) se encuentran 131 restos arqueológicos que incluyen templos, fachadas pétreas y torres, de los siglos II a. C. al II d. C.[10]

### Armenia
En Armenia se encuentra el
- monasterio de Geghard, mitad construido y mitad excavado en la roca. El monasterio se remonta al siglo IV, mientras que las zonas excavadas, entre las que destaca una iglesia de planta cruciforme ampliada a partir de una cueva natural, están fechadas en el siglo XIII.[11]

### Bulgaria
En Bulgaria existen abundantes iglesias rupestres, entre las que destacan el
- Complejo de Ivanovo, cerca de la ciudad de Ruse. Las iglesias, de paredes ricamente policromadas, datan de los siglos XIII y XIV.

Otros templos excavados notables son los monasterios de
- Aladzha (imagen)[12] (siglo XII)
- Albotin (imagen)[13] (siglo XIV).

### China

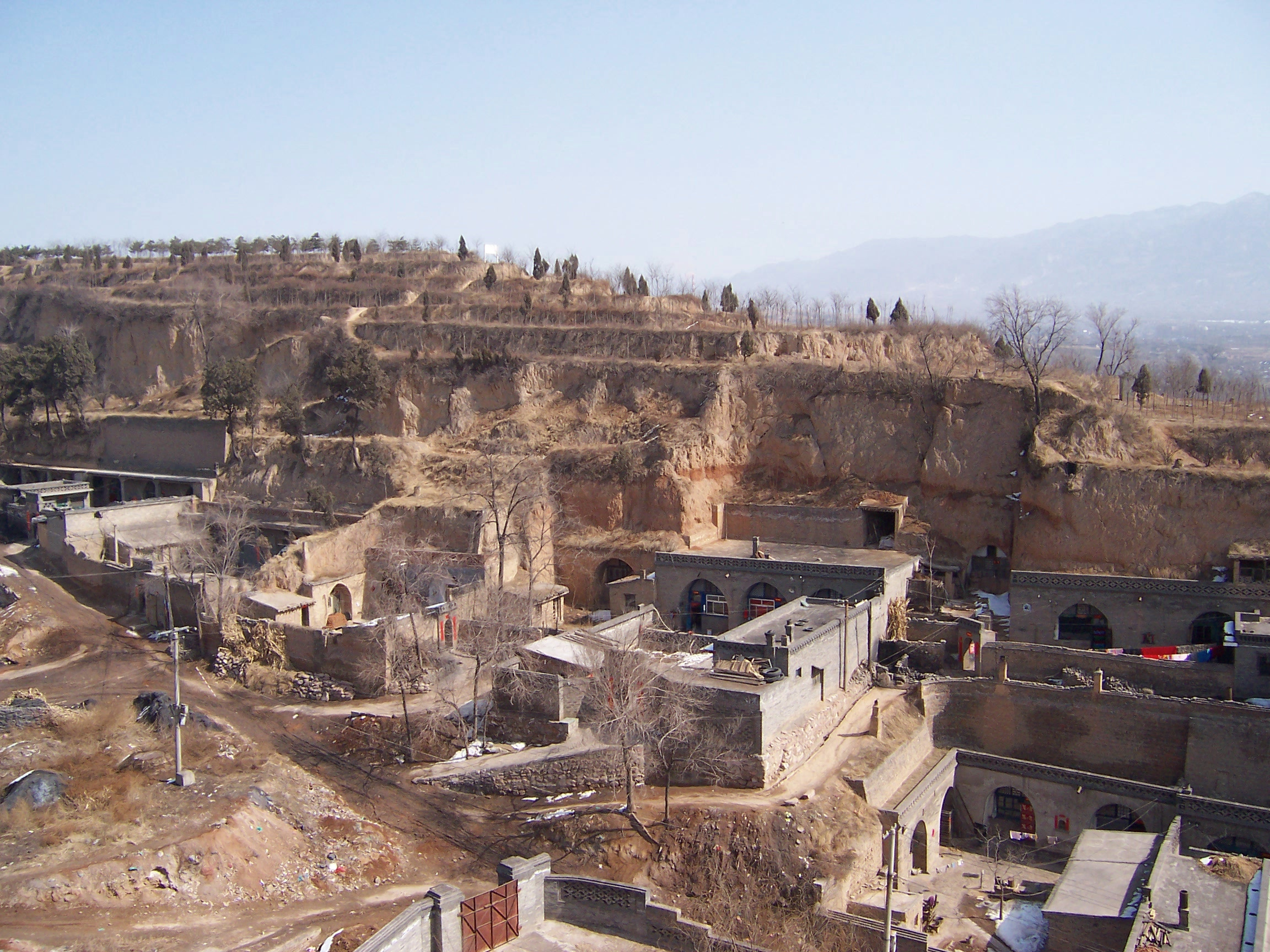
Yaodong, viviendas tradicionales en cuevas en Shanxi

En oriente fueron los budistas los primeros en excavar cuevas para dar refugio a sus monjes durante la época de lluvias. Los budistas excavaron multitud de grutas a modo de templos de oración, conteniendo por norma general una o varias esculturas de Buda. La mayor parte de las obras rupestres chinas fueron creadas durante los siglos V y VI d. C. Los tres conjuntos de templos más importantes de China son:
- Cuevas de Mogao, un conjunto de 492 grutas y templos[15] decorados con pinturas murales de temática budista,[16] en cuya entrada se construyó una gran fachada de varias alturas. Están en la provincia de Gansu  y fueron construidas a partir del siglo IV d. C., aunque se siguieron ampliando durante los siglos siguientes. Originalmente hubo más grutas de las que actualmente se conservan, por lo que el lugar se denomina también "las mil cuevas budistas".[17] Fueron declaradas Patrimonio de la Humanidad en 1987.
- Grutas de Yungang, un conjunto budista de 53 grutas con 1.200 hornacinas, iniciado en el año 460 d. C.. Fueron declaradas Patrimonio de la Humanidad en 2001.
- Grutas de Longmen (imagen) Entre sus más de dos mil grutas y nichos se alojan 100.000 estatuas. La mayoría de las grutas fueron excavadas entre los siglos VII y IX d. C. Fueron declaradas Patrimonio de la Humanidad en 2000.

Fuera de la arquitectura religiosa, en el norte de China se da una tipología de vivienda denominada "Yaodong"; cuevas utilizadas como viviendas, de sección rectangular en la base y rematadas en una bóveda semicircular, con anchos de 3 a 4 metros y profundidades de 5 m. Las cuevas estaban dotadas de una chimenea para la evacuación de humos. Los más elaborados cuentan con una fachada decorada construida con la propia piedra retirada. Se estima que alrededor de 40 millones de chinos viven en este tipo de viviendas, si bien no todos los Yaodong están excavados.

Arquitectura rupestre en China
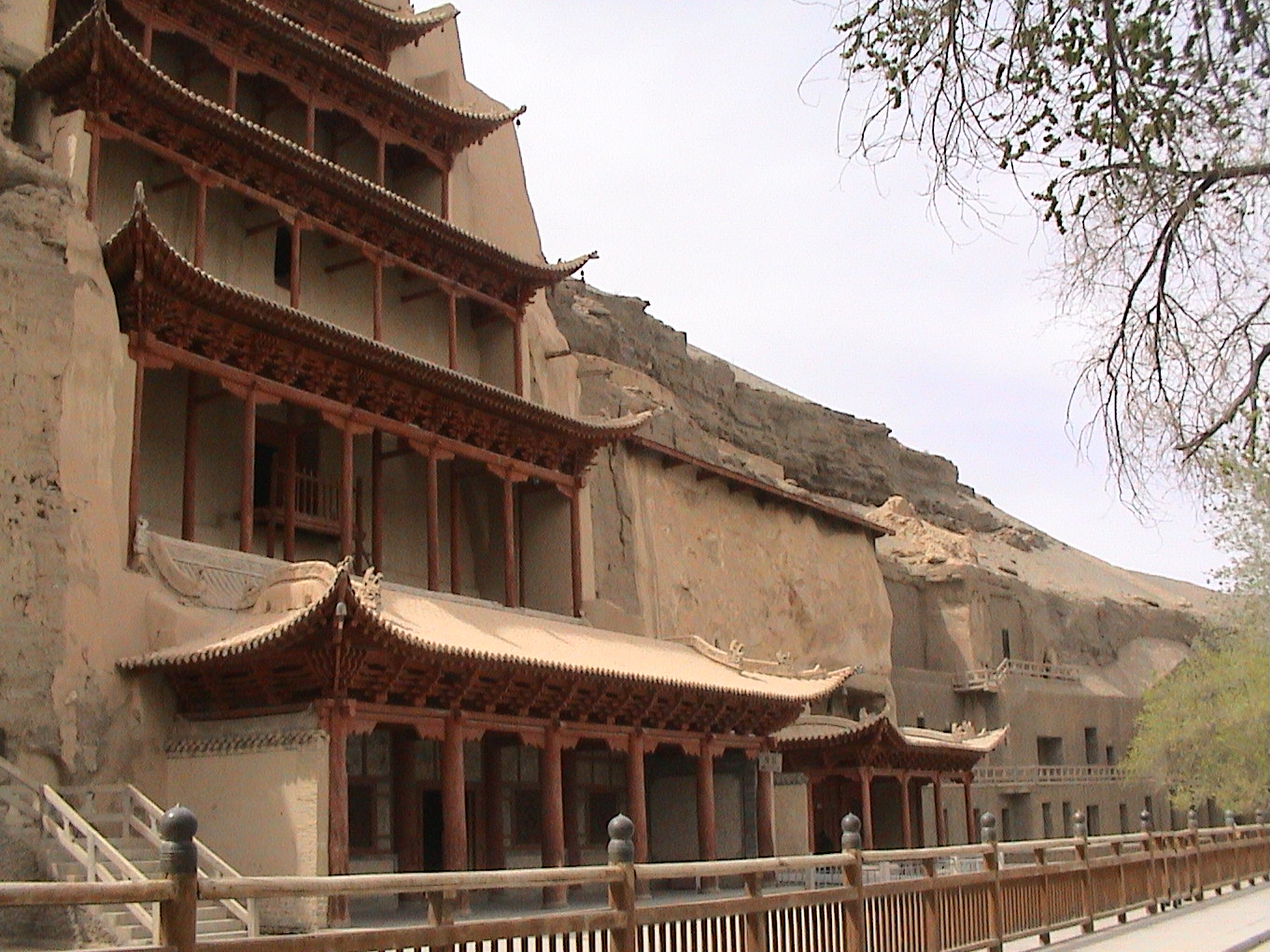
Cuevas de Mogao
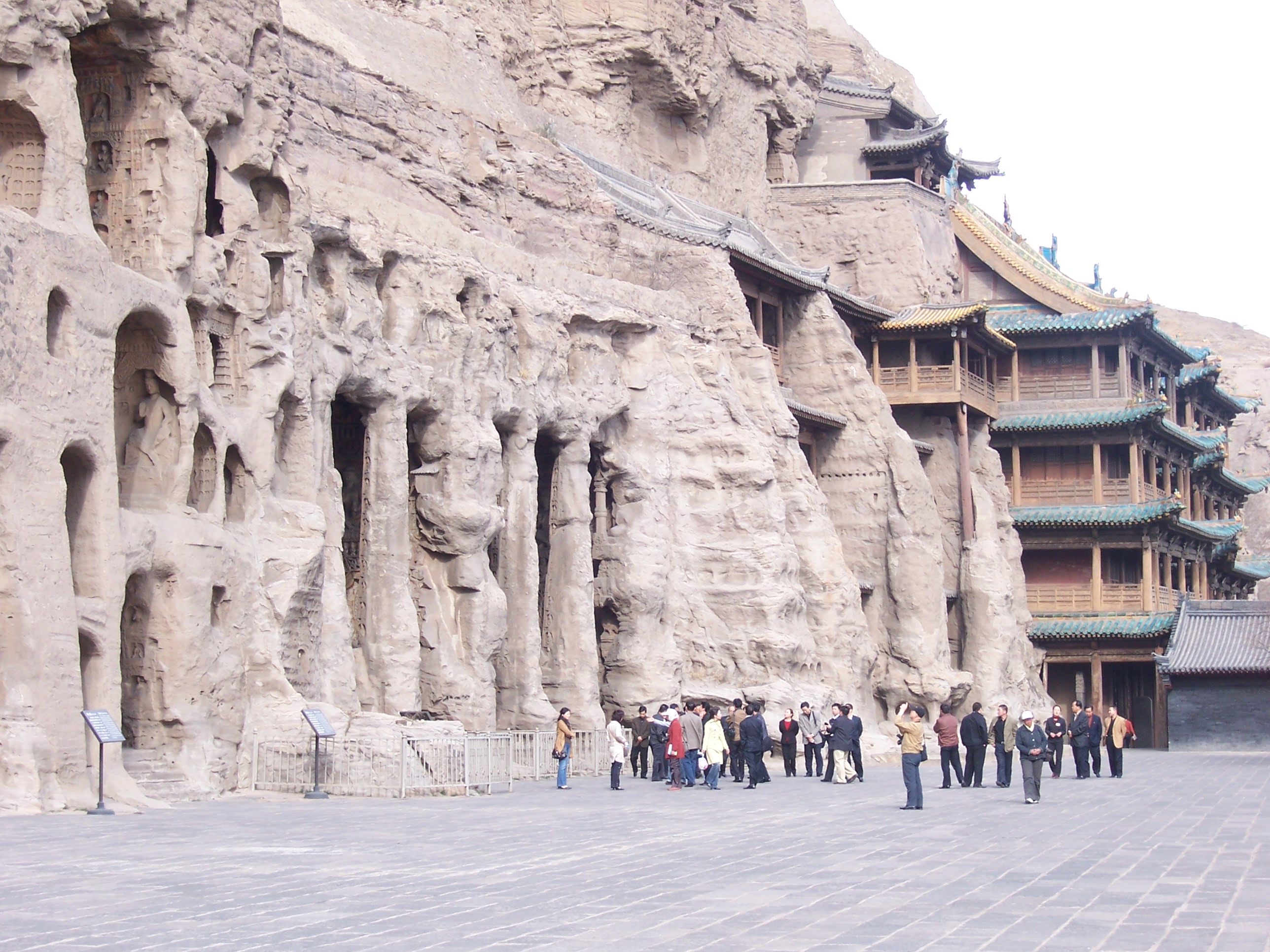
Grutas de Yungang
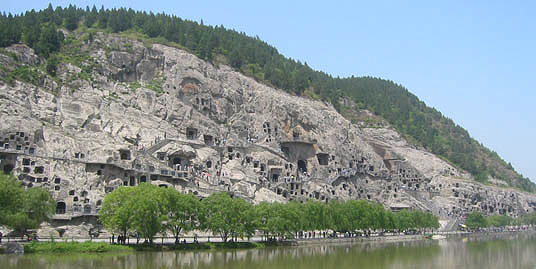
Grutas de Longmen

### Egipto

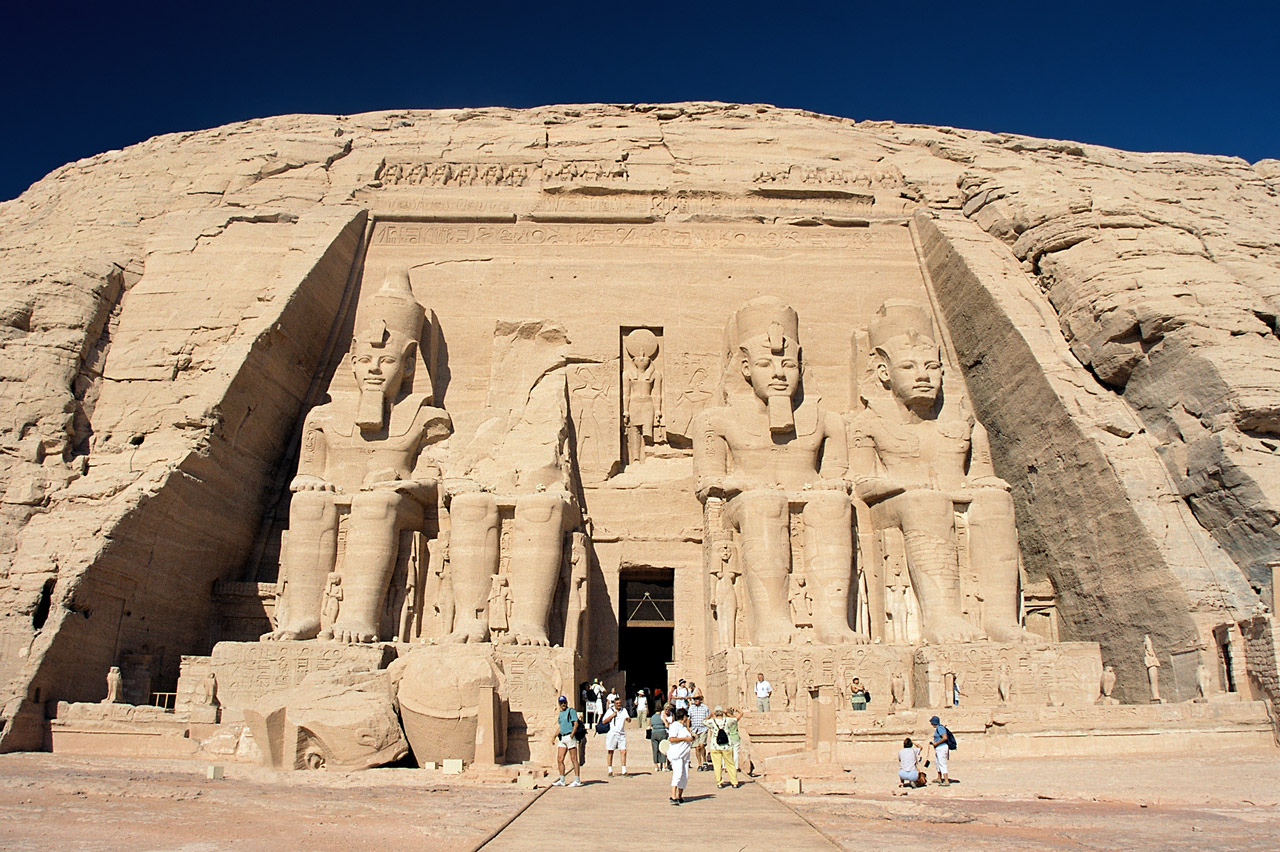
Templo de Ramsés II en Abu Simbel.

Las primeras construcciones excavadas egipcias fueron muy probablemente las tumbas de sus faraones: comenzando en el siglo XXII a. C., se llegaron a excavar hasta 39 tumbas en la ladera de una montaña en
- Beni Hassan (imagen)

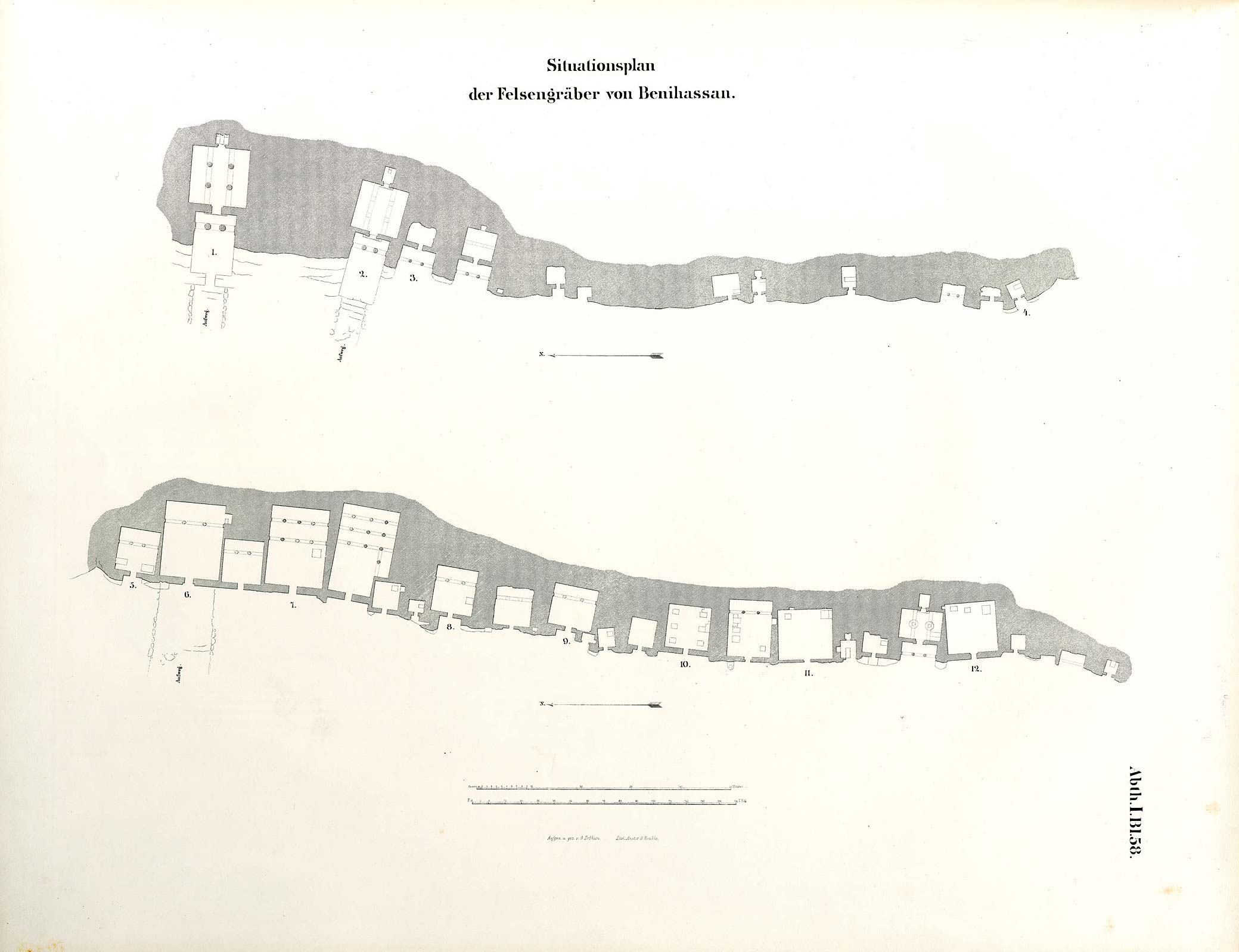
Planta del complejo funerario de Beni Hassan.

El complejo funerario se encuentra a unos 20 km de la actual ciudad de Menia. Las tumbas más grandes disponían de columnas interiores, siendo similares a réplicas esculpidas de los templos "verdaderamente" construidos.
Los esterramientos en mastabas son incluso anteriores, remontándose al tercer milenio a. C. Muchas de ellas se excavaban en el terreno y se cubrían mediante técnicas y materiales que variaron a lo largo del tiempo. La evolución de las mastabas hacia las pirámides, acaecida en torno al siglo XXV a. C., no eliminó las cámaras funerarias subterráneas. Durante el reinado de Akenatón (1353-1336 a. C.) se fundó la ciudad de Tell el-Amarna, donde se excavaron varias tumbas subterráneas o hipogeos, y hacia el siglo XII a. C., y a la vista de los incesantes saqueos de las visibles tumbas piramidales, los faraones optaron finalmente por enterramientos enteramente subterráneos, más discretos y ocultos al pillaje. Los complejos de hipogeos más importantes son los de:
- Dra Abu el-Naga
- El Valle de los Reyes
- El Valle de las Reinas.

Los tres valles se encuentran en la actual Luxor. Las paredes y los techos de estas tumbas estaban enlucidas y ricamente ornamentadas con dibujos policromados o con relieves, y las más grandes, como la tumba de los hijos de Ramsés II, llegaron a alcanzar los 443m de longitud, con estancias de más de 15m de anchura.
Otra obra destacada es el templo de Deir el-Bahari, del siglo XV a. C., parte del cual está construido, y parte excavado en la roca. Aun así, la obra de arquitectura rupestre más ambiciosa del antiguo Egipto es el complejo de
- Abu Simbel, compuesto por dos templos excavados íntegramente en la roca dedicados a Ramsés II y a Nefertari, construidos en el siglo XIII a. C. a unos 300 km al sur de Assuan.

### España

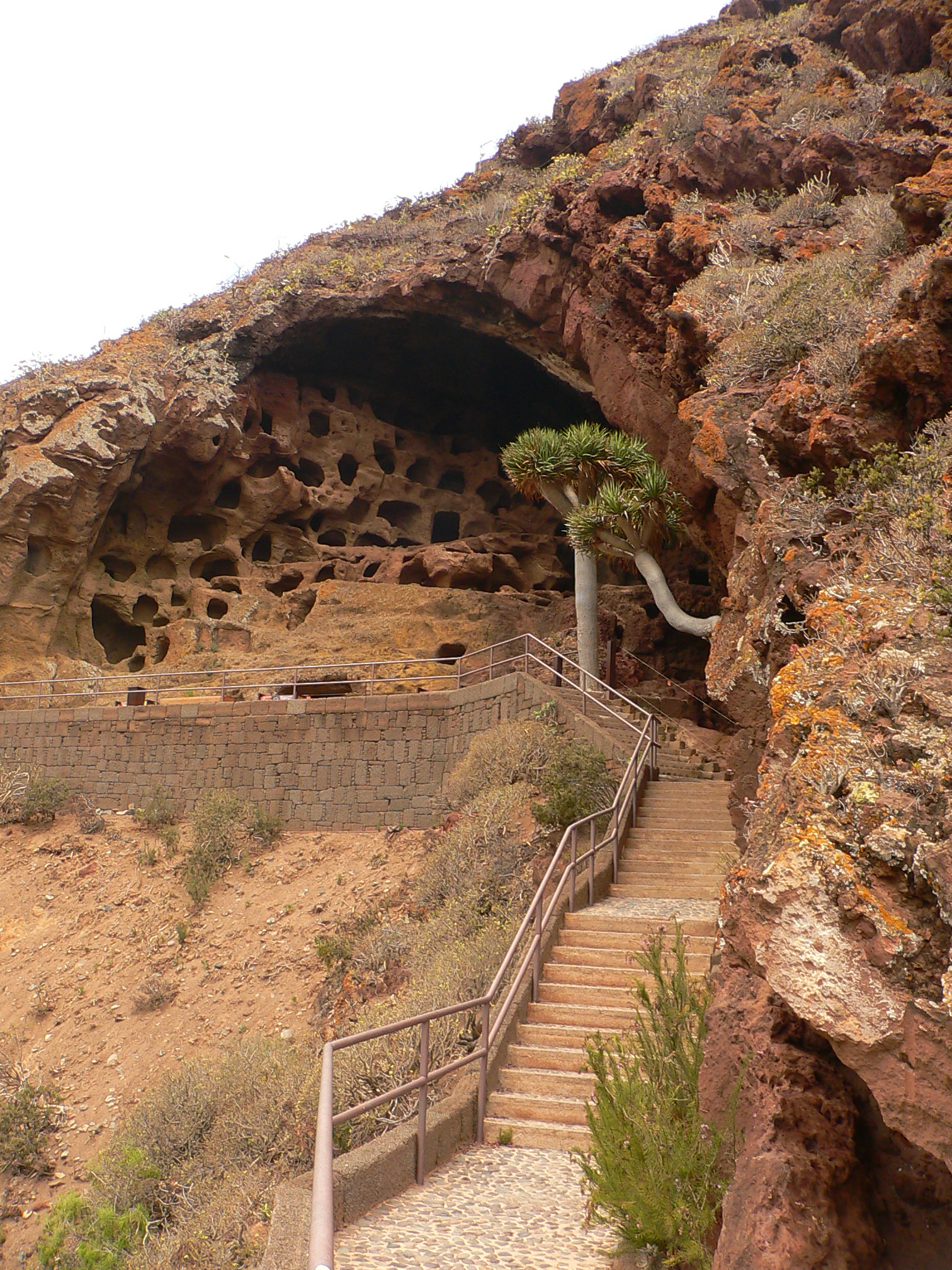
Cenobio de Valerón en Gran Canaria.

La mayor parte de la producción rupestre en España se puede clasificar en dos grandes grupos: uno data de la Edad del Bronce y de la cultura celtíbera, y se extiende por el norte peninsular. El segundo surge tras la ocupación musulmana durante el siglo VIII, y se manifiesta especialmente en el sureste de la península, siendo las comunidades de Andalucía y Valencia las más ricas en restos arqueológicos, los cuales en algunos casos siguen aún habitados.
Los conjuntos rupestres con más contenido de arquitecturas excavadas son:
- Tiermes (Soria): se remonta al neolítico, pero excavado fundamentalmente por los celtíberos.[20]
- Cuevas de los Cien Pilares en Arnedo (La Rioja); Posee cuevas vivienda así como el posible eremitorio rupestre de San Miguel.

- Contrebia Leucade (La Rioja): Posee enterramientos en cuevas de la edad de bronce[21] y casas parcialmente excavadas en la roca, posiblemente celtíberas.
- Segóbriga: cuenta con un teatro rupestre y con un enterramiento colectivo excavado en roca de la Edad del Bronce.
- Necrópolis talayóticas (Baleares): Algunos de sus hipogeos están tallados en la roca, con presencia incluso de bastas columnas esculpidas.

Se han documentado viviendas rupestres de varios tipos y épocas en las localidades de: Guadix, Benalúa, Zújar, Benamaurel, Purullena y Sacromonte (Granada); Cuevas del Batán en Paterna (Valencia); Tariego (Palencia); Perales de Tajuña (Madrid); Rojales (Almería) y Alcalá del Júcar (Albacete). En Cieza (región de Murcia) el poblamiento rupestre estuvo fuertemente activo hasta mediados del siglo XX, habiendo varios núcleos de los mismos en parajes como El Búho, Toledillo, Losar de la Fuente, El Realejo, El Argaz y otros, todos en las inmediaciones de yacimientos arqueológicos de importancia pertenecientes a los períodos neolítico, argárico, ibérico, romano y andalusí.
También existen multitud de iglesias y ermitas total o parcialmente rupestres, destacando por su abundancia provincias como Cantabria o Palencia. Algunos ejemplos son los de Olleros de Pisuerga, Ermita de San Pelayo en Villacibio y Ermita de San Vicente en Cervera de Pisuerga en la provincia de Palencia, o la Iglesia rupestre de Arroyuelos, Iglesia de San Juan de Socueva, ermita de Cambarco, ermita de Santa María de Valverde y ermita de Santa Justa en Ubiarco en la comunidad autónoma de Cantabria, o las ermitas de Ojo Guareña en Burgos, entre muchas otras. La arquitectura rupestre se encuentra igualmente extendida por el sur de la península. Cabe destacar, como ejemplo, la iglesia mozárabe de Bobastro, de tres naves (S. X).
Favorecida por la blanda roca volcánica, la arquitectura rupestre alcanzó un notable desarrollo en las Islas Canarias. Se han encontrado varias cuevas esculpidas usadas como almacén. Uno de los ejemplos más llamativos es el Cenobio de Valerón, en la isla de Gran Canaria, aunque existen otros menos conocidos. Otra pieza representativa es la llamada cueva pintada de Gáldar, en la misma isla. En la península ibérica existen también construcciones similares, como las cuevas de Bocairente (Valencia). También en las Islas Baleares cabe hacer meción a la posesión de Es Cosconar, cuyas casas fueron construidas en la roca.

### Estados Unidos y México

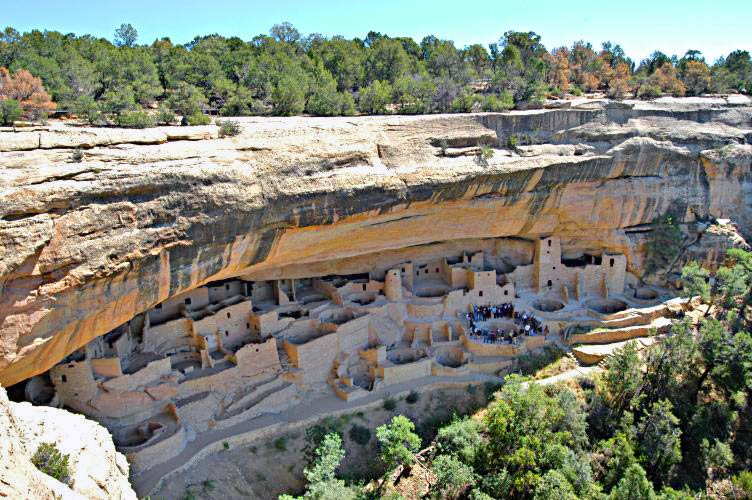
El "Cliff Palace" en el Parque nacional Mesa Verde, en Colorado (Estados Unidos).

Existen numerosos asentamientos rupestres en el suroeste de Estados Unidos, especialmente en los cañones del río Colorado y el río Grande, y en los estados de Utah, Colorado, Arizona y Nuevo México. También se dan este tipo de construcciones en el estado de Chihuahua, en México.
Las construcciones están datadas entre los siglos XI al XIV, y se cree fueron realizadas por el pueblo Anasazi; tribus de agricultores, también denominadas en inglés cliff-dwellers (habitantes de los precipicios), consideradas como los antepasados de los indios Zuñi y Hopi. Las pequeñas ciudades de los Anasazi aprovechaban las concavidades naturales del terreno o bien eran directamente excavadas, y constaban de numerosas estancias dedicadas al descanso, reuniones y ceremonias. Su ubicación en laderas escarpadas servía como protección y escondite ante los ataques de las tribus nómadas (navajos, apaches, etc.).
Entre los ejemplos más representativos de esta arquitectura se encuentran:
- Parque nacional Mesa Verde, en Colorado
- Cañón de Chelly (imagen),[26] en Arizona
- Monumento Nacional de Gila (imagen),[27] en Nuevo México.

### Etiopía
En Etiopía se encuentra el caso excepcional de las
- Iglesias de Lalibela (imagen): un conjunto de once iglesias rupestres construidas probablemente en el siglo XIII,[28] en representación simbólica de la Tierra Santa.[29] Entre las iglesias destaca Biet Medhani Alem (imagen); una reproducción de la catedral de Santa María de Sion o Nuestra Señora de Sion en la ciudad de Aksum.[30] El edificio consta de cinco naves, y con sus 800 m² de planta, es la mayor iglesia monolítica del mundo.[30] Una característica notable de estas iglesias es que fueron talladas bajo terreno llano, mediante el vaciado de grandes zanjas. De esta manera, la mayoría de las iglesias tienen su techo al nivel del suelo.[6]

### Georgia

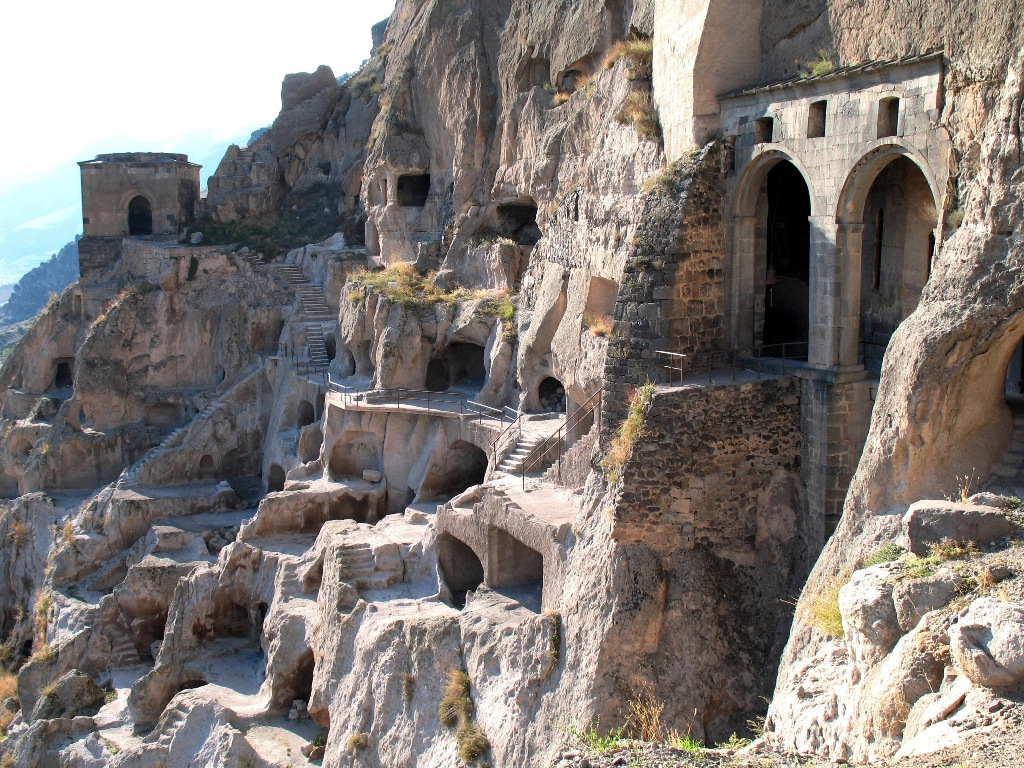
Monasterio de Vardzia.

También en Georgia hay ejemplos de complejos religiosos esculpidos en la ladera de una montaña, destacando entre ellos:
- El Monasterio David Gareja (imagen)[31] a 60 km al sureste de Tiflis, que consta de cientos de templos, capillas y estancias dedicadas a vivienda, que fueron excavadas desde el siglo VI.[32]

- El Monasterio de Vardzia (1185), con importantes restos de pinturas al fresco.

### India
Los Viharas hindúes son templos-refugio budistas importados de China. En el norte y centro del país era práctica común aprovechar grutas naturales o excavar la roca para crear dichos templos. Con el tiempo se añadieron fachadas a las entradas de algunas grutas. Al igual que sucediera en las civilizaciones occidentales, los artesanos esculpieron en la roca los detalles de la arquitectura de madera propia de la época. Las grutas se caracterizan por presentar las paredes columnadas y por una bóveda semicircular que en ocasiones adoptaría una característica forma de herradura con acanaladuras. Este tipo de bóveda recibe el nombre de Chandrashala. Otro rasgo característico de la arquitectura budista india son los pilares de sección octogonal. En la India se conservan alrededor de 1.200 de estos templos excavados, casi todos de origen budista. Las primeras obras rupestres de la India corresponden a la época del Imperio Maurya, en torno al siglo II a. C., y están ubicadas en el punto de penetración del budismo: en el estado de Bihar, al nordeste del país. Allí se encuentran el templo de Bandar y las cuevas de Sudama y Lomas Rishi, en el complejo de Barabar (imagen), considerados como los más antiguos vestigios rupestres del subcontinente. Un rasgo distintivo de estos primeros templos de la época Maurya era el de presentar en ocasiones una cámara interior de superficies extraordinariamente pulidas.
Entre los conjuntos de Viharas más famosos se encuentran:
- Kanheri (imagen), en Bombay. Son las cuevas budistas más antiguas de la India. Están esculpidas en basalto y datan de los siglos II y I a. C.[38]
- Templo de Karli (imagen), en el estado de Maharastra, considerado el mejor ejemplo de la arquitectura budista temprana.[39]  Abovedado y columnado, con rica decoración, tiene una planta de 38x14m y una altura máxima de 13,5m. Del siglo II d. C.[39]
- Ajanta (imagen), en el estado de Maharastra. Consta de 29 grutas artificiales esculpidas y pintadas. Las cuevas más antiguas son contemporáneas a las de Kanheri, (finales del siglos II y I a. C.),[40] y las últimas del siglo VIII[6] Las grutas se dividen en dos categorías: las que servían de refugio, y las utilizadas para reunión y oración (viharas). Las primeras constaban de un largo pasadizo finalizado en una sala de 10 u 11 m por 7, con celdas excavadas a los lados. Las salas de asamblea penetran más profundamente y llegan a tener estancias de 14 m de lado.[6]
- Ellora (imagen), en el estado de Maharastra. Posee 34 templos: 12 budistas, 17 hinduistas y 5 jainistas, realizados entre los siglos IV y XIII.[6] Dada la orografía del lugar, con abundancia de colinas, además de templos excavados en la montaña, se dan también ejemplos de templos monolíticos de hasta tres alturas (imagen), fruto del vaciado selectivo de una colina pétrea.[6]

Otros templos rupestres indios son:
- Grutas de Elefanta (imagen)Templos columnados hinduistas del siglo V d. C.[6] situados en una isla frente a Bombay. Se caracterizan por los altorrelieves que adornan sus paredes, considerados como los más logrados del arte hindú.[41]
- Pataleshwar (imagen) en la ciudad de Pune. El templo está esculpido sobre roca basáltica; una piedra inusualmente dura para este tipo de trabajos. El templo data del siglo VIII d. C.
- Templo de Varaha (imagen), templo hinduista de finales del siglo VII.
- Templo de Badami (imagen), un conjunto de 4 templos columnados hinduistas excavados en arenisca, del siglo VI.[42]
- Pancha Rathas (imagen), un conjunto de templos monolíticos cincelados a partir de formaciones rocosas de granito rosa, durante el periodo de la dinastía Pallava, en el siglo VII. Imitan las arquitecturas de los templos de madera, e incluyen esculturas de animales a tamaño real.[43]
- Rani Gumpha (imagen)[44] Templo de dos pisos adornado con dinámicos relieves.[45]

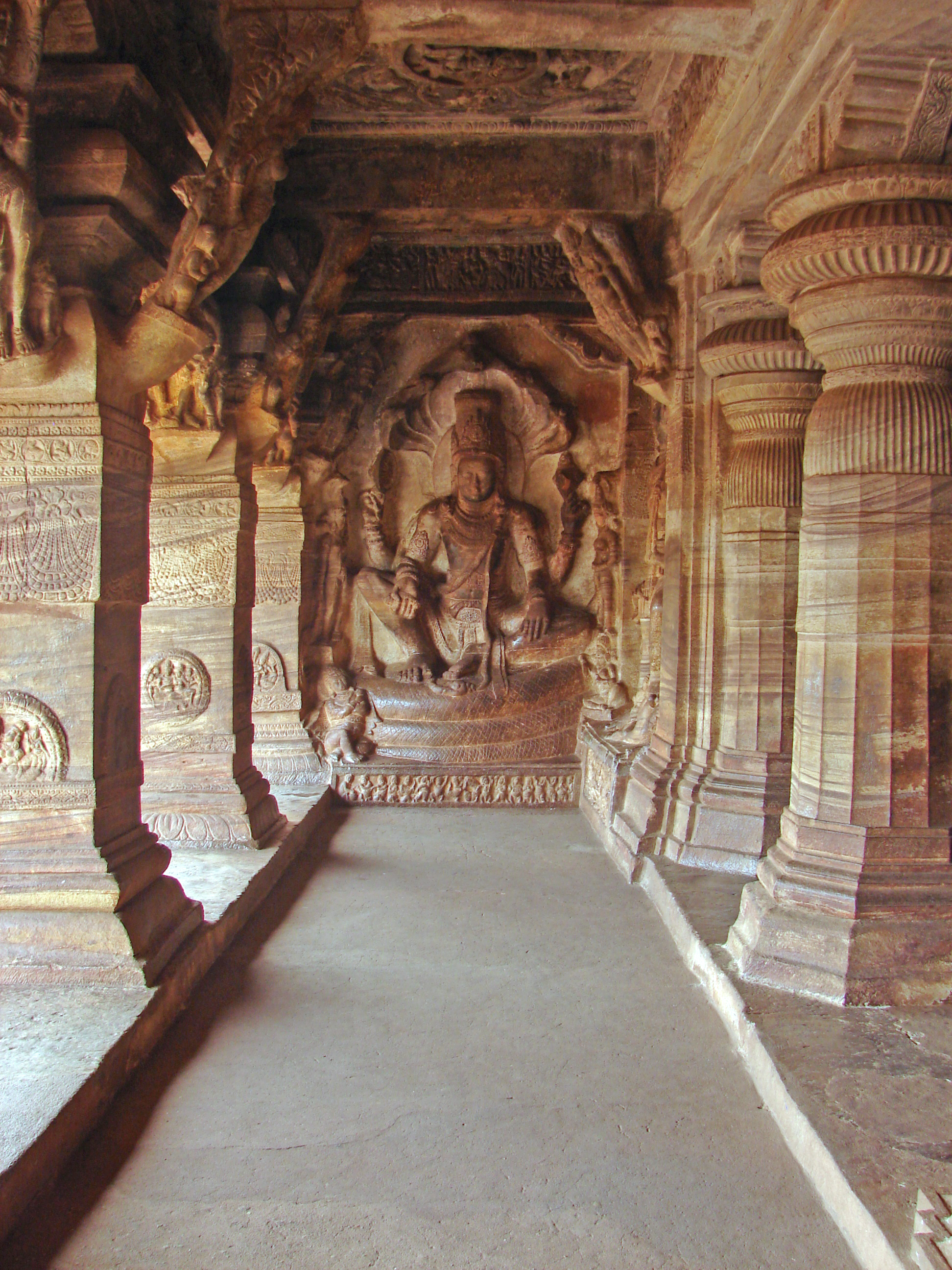
Cueva 3 en el Templo de Badami.
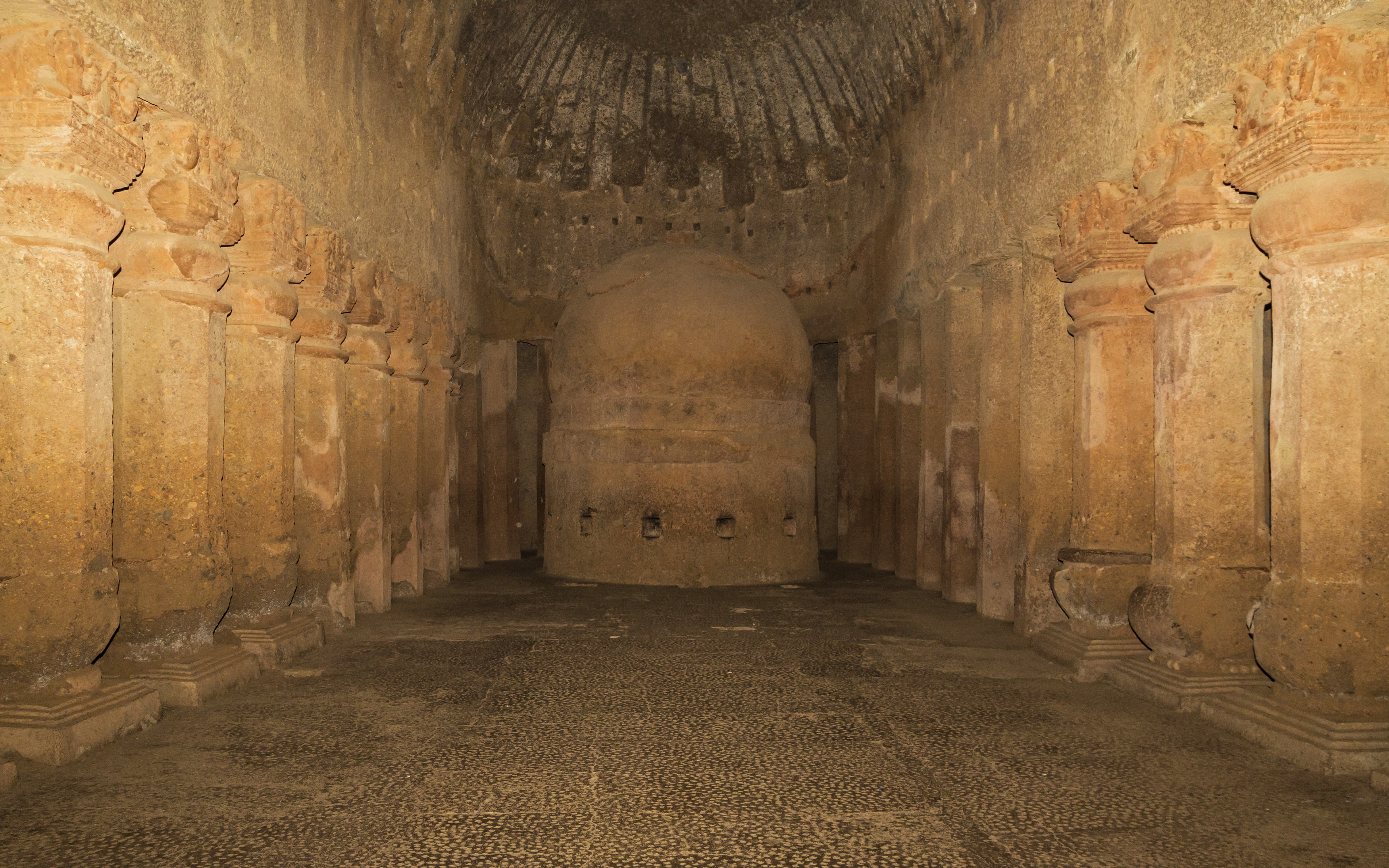
Interior de un vihara primitiva en Kanheri (Bombay).
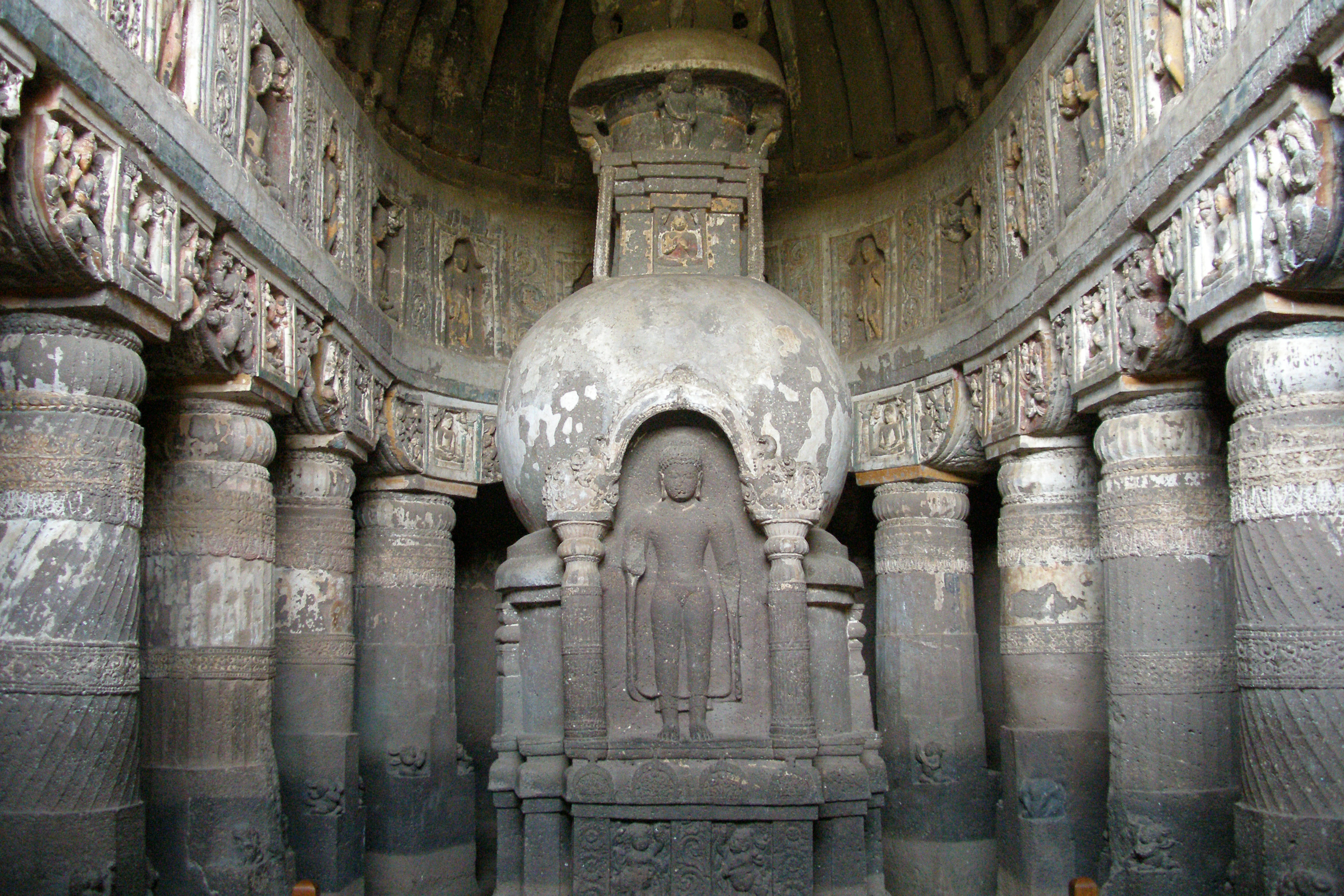
Vihara en Ajantā donde se aprecia el tipo de bóveda estriada denominada "Chandrashala".

### Irán

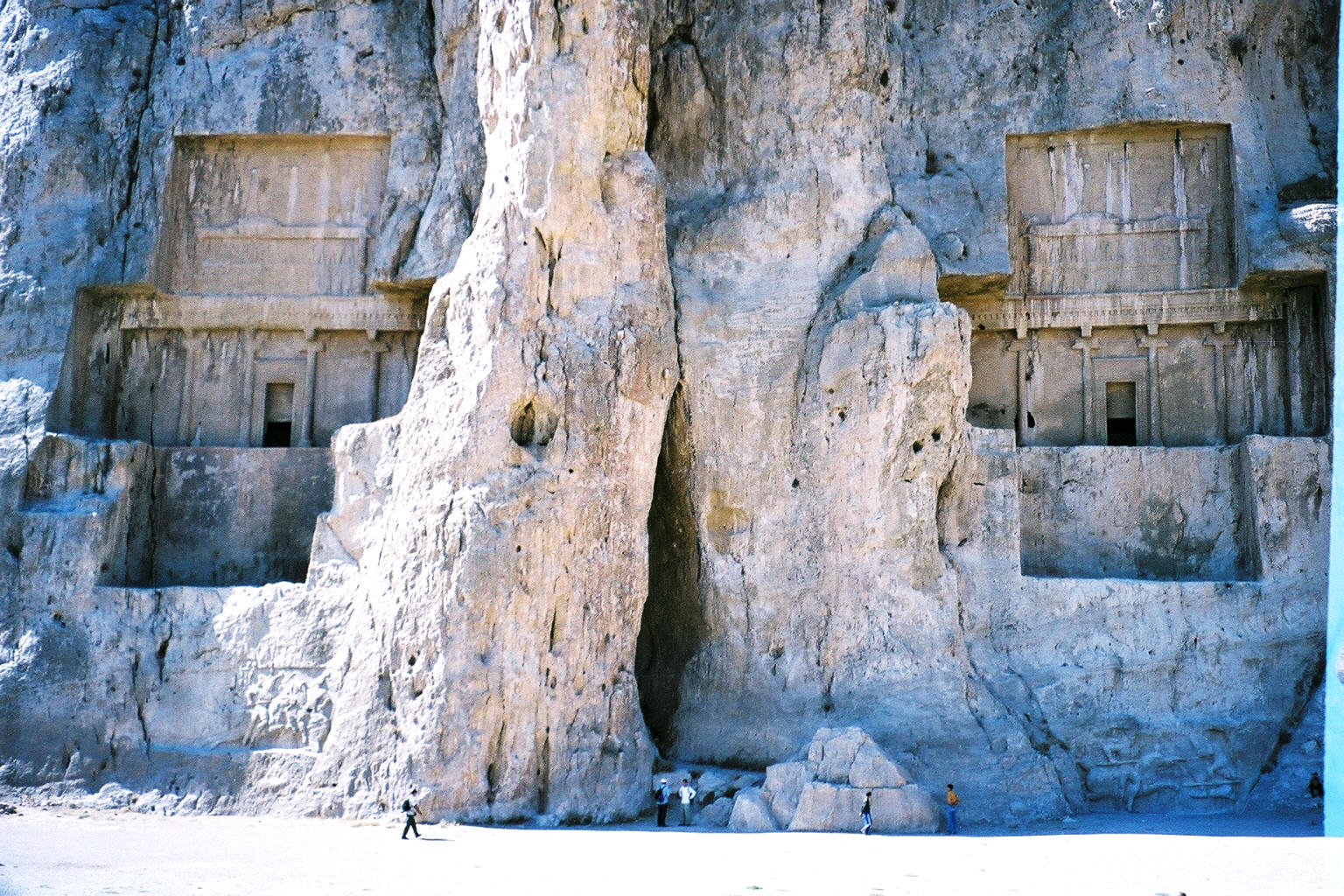
Tumbas persas de la dinastía Aqueménida (actual Irán).

En las ciudades de Naqs-i Rustam y Persépolis (actual Irán) se encuentran ejemplares de tumbas rupestres tardías, atribuidas a los reyes persas aqueménidas del siglo V a. C. Darío I, Jerjes I y Artajerjes I y II. Las tumbas están ricamente ornamentadas, y su curiosa fachada cruciforme evoca la fachada de un palacio aqueménida, con los característicos capiteles de doble toro.
- Tumba de Darío I

También existen poblados rupestres del siglo XIII o XIV como el de
- Kandovan (imagen)

### Israel
En Israel hay varias tumbas cerca del Monte de los Olivos (Jerusalén):
- Tumba de Absalón (imagen), tumba de 20m de altura, datada alrededor del siglo II a. C.[47]
- Tumbas de Bnei Hazir y Zacarías (imagen): dos tumbas, la primera excavada y la segunda monolítica o exenta, situadas una junto a la otra. El estilo decorativo es helenístico, con columnas dóricas y jónicas labradas en la piedra, respectivamente. Están fechadas entre los siglos II y I a. C.[48]

### Italia

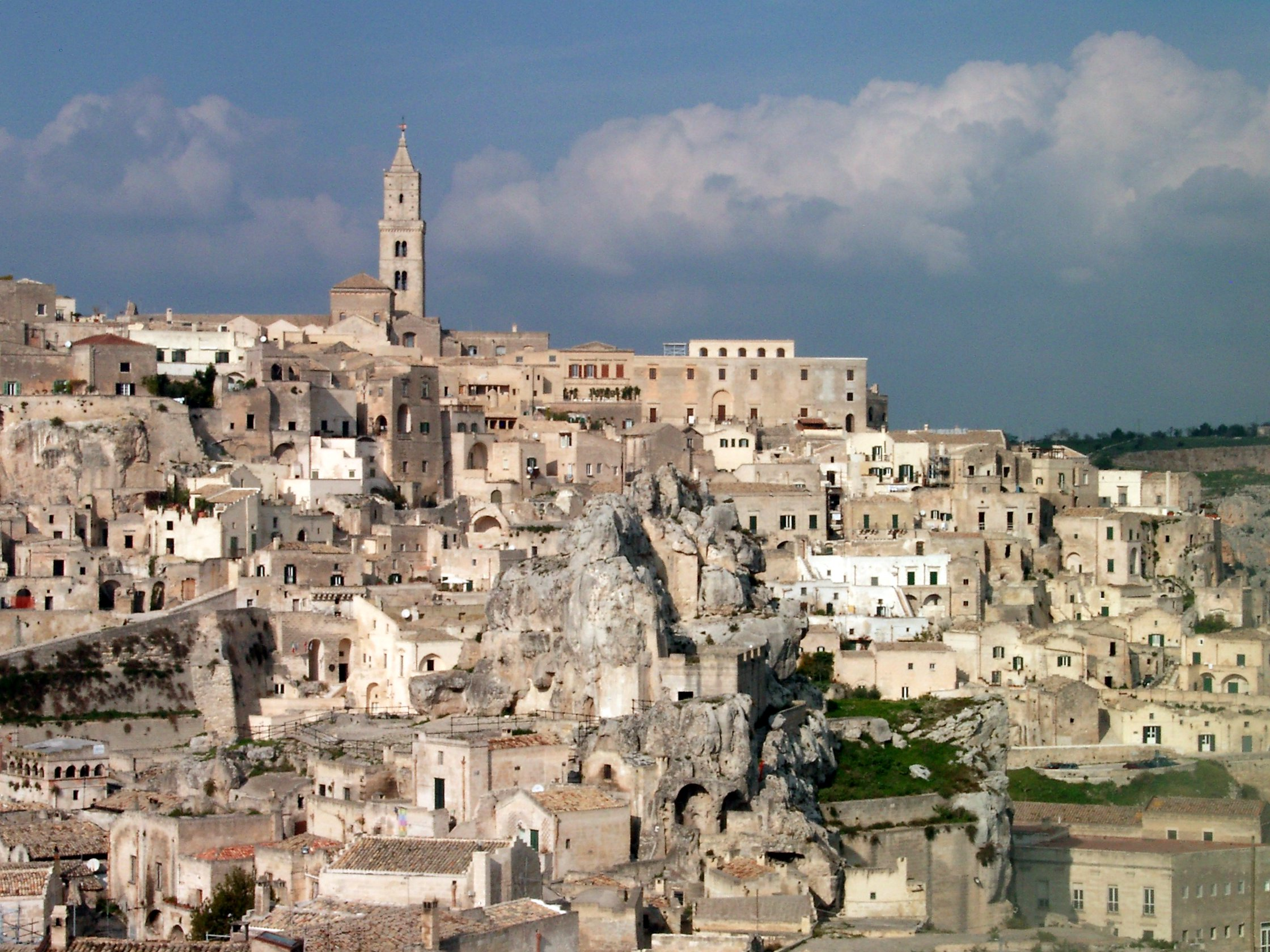
Sassi di Matera (Italia)

- Sassi di Matera, pueblo de origen prehistórico excavado en toba volcánica,[49] desalojado por las autoridades en 1952.[50]
- Monterozzi (imagen)[51] o necrópolis de Tarquinia, consta de 600 sepulcros excavados por los etruscos,[52] 200 de los cuales están ornamentadas con pinturas. Los más antiguos datan del siglo VII a. C.[53]
- Necrópolis de Pantalica en Sicilia; conjunto de unas 5.000 tumbas excavadas en la roca, algunas de las cuales se remontan hasta el siglo XIII a. C.[54]

### Jordania

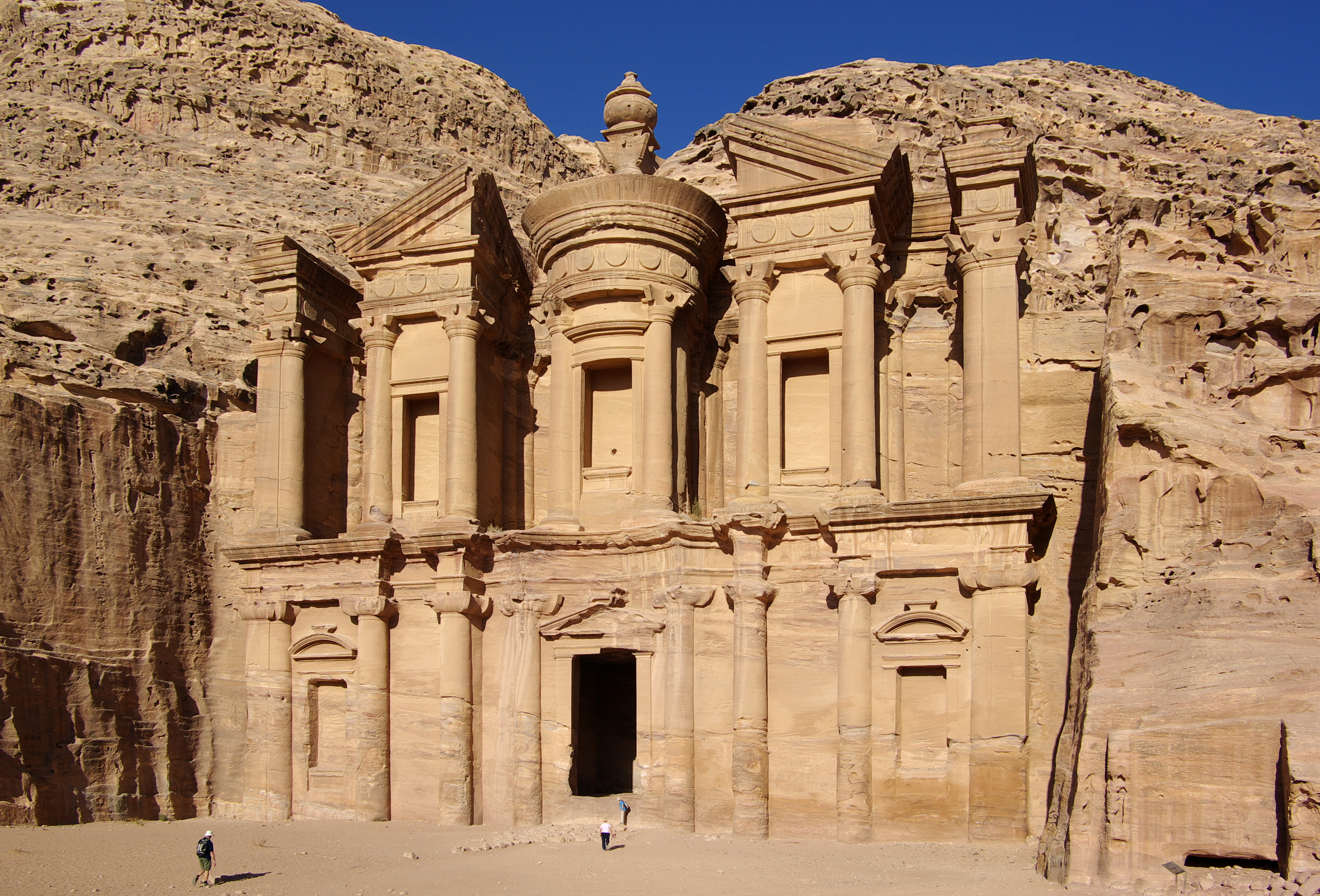
El Deir o "el monasterio" en Petra.

En el territorio de la actual Jordania se desarrolló la civilización nabatea entre los siglos II a. C. y II d. C. A unos 200 km al sur de Amán se encuentra la ciudad de Petra, una necrópolis urbanizada erigida en un circo de montañas y acantilados, cuyas construcciones más importantes se deben a Aretas IV (9 a. C. - 40 d. C.). Entre los monumentos de Petra destacan:
- La Tumba de los obeliscos (imagen):[56] una fachada con 4 obeliscos tallados de 7m y estilo de influencia egipcia. Una puerta da acceso a una cámara con nichos mortuorios de 7 x 5 m y desprovista de decoración. Se cree que las salas inferiores se utilizaron para celebrar banquetes en honor de los muertos.[57]

- Jazneh Firaum (imagen), conocido también como Tesoro del Faraón o la Tesorería, es el primer monumento de Petra de estilo helenístico. Tiene una fachada muy bien ejecutada y conservada, de 30 m de ancho x 43 m de alto. No hay acuerdo entre los arqueólogos acerca de la fecha y uso original de este monumento, pero se ha aventurado la hipótesis de que el monumento fue diseñado por arquitectos y artistas traídos del occidente heleno, probablemente en tiempos del rey Aretas III Filheleno (84-56 a C). Otros opinan que el edificio sería el mausoleo del soberano Aretas IV (9 a C - 40 d C). La planta consta de tres naves, un patio exterior con un pórtico de seis columnas corintias de fuste cilíndrico liso, y un patio interior con acceso a tres cámaras. Las paredes de las cámaras en Petra carecen de decoración en la actualidad, pero permanecen unas estrías paralelas, utilizadas los nabateos para fijar el enlucido a los paramentos.[55] De esto se desprende que en su estado original, estos edificios estaban policromados.

- Calle de las Fachadas (imagen),[58] un conglomerado de unos 40[59] habitáculos esculpidos en forma de prismas cuya función como tumbas o casas está todavía en debate. Su rasgo más exótico lo constituyen los frisos adornados con relieves en forma de almenas escalonadas, llamadas escalerillas de cuervo.[55]

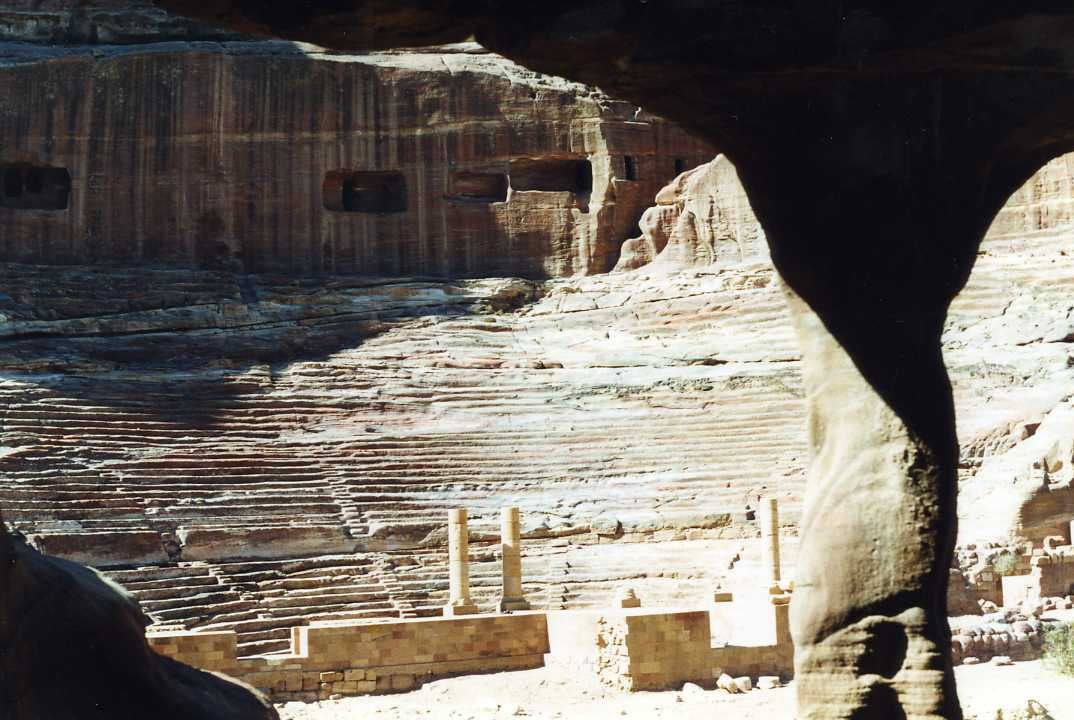
Teatro rupestre de Petra.

- El teatro rupestre romano (imagen), con el graderío también tallado en la roca y capacidad para 3.000 espectadores.[59]

El complejo de las Tumbas Reales, formado por las tumbas de la Urna, de la Seda, Corintia y del Palacio:
- Tumba de la Urna (imagen):[60] tallada en una concavidad del acantilado a modo de patio, cuyo suelo está sostenido por dos pisos de arcadas abovedadas. No hay consenso sobre su uso primitivo, aunque ha recibido el apelativo de 'Corte Real de Justicia'. Pudiera ser más una capilla funeraria que de una tumba propiamente dicha,[55] o también pudiera tratarse de la tumba del rey nabateo Malchus o Malichos II (70 d. C.).[61] El estilo arquitectónico de la tumba posee un marcado aire romano, aunque la decoración tiene motivos nabateos y helenísticos. El patio tiene 23 m de ancho, y antecede a la cámara central, de 19 x 21 m.

- Tumba corintia (imagen)[62]

- Tumba del Palacio (imagen)[63] también conocida como "Tumba de los Tres Pisos", de grandes proporciones. Su fachada está compuesta por tres pisos, en su mayor parte realizada en técnica rupestre, pero combinada con una superestructura construida en piedras sillares. Posee cuatro cámaras, la mayor de unos 11 x 8 m. Originalmente las salas estuvieron enlucidas y policromadas.

- El Deir o Monasterio (imagen), profundamente esculpida en el flanco de una montaña de piedra, tiene 47 m de ancho por 42 m de alto. Tumba de un rey, convertida luego en un lugar de culto. Una gigantesca escultura monolítica con forma de edificio. La puerta mide 9 metros de alto. El interior es cámara cúbica de paredes lisas, de 13 x 11 m en planta, sin decoración. Al fondo hay un nicho. Podría ser la tumba de Rabbel II (71-106). Si el Jazneh es el alfa, el Deir es el omega del arte de Petra, el último gran logro de los arquitectos nabateos antes de la decadencia.

### Turquía

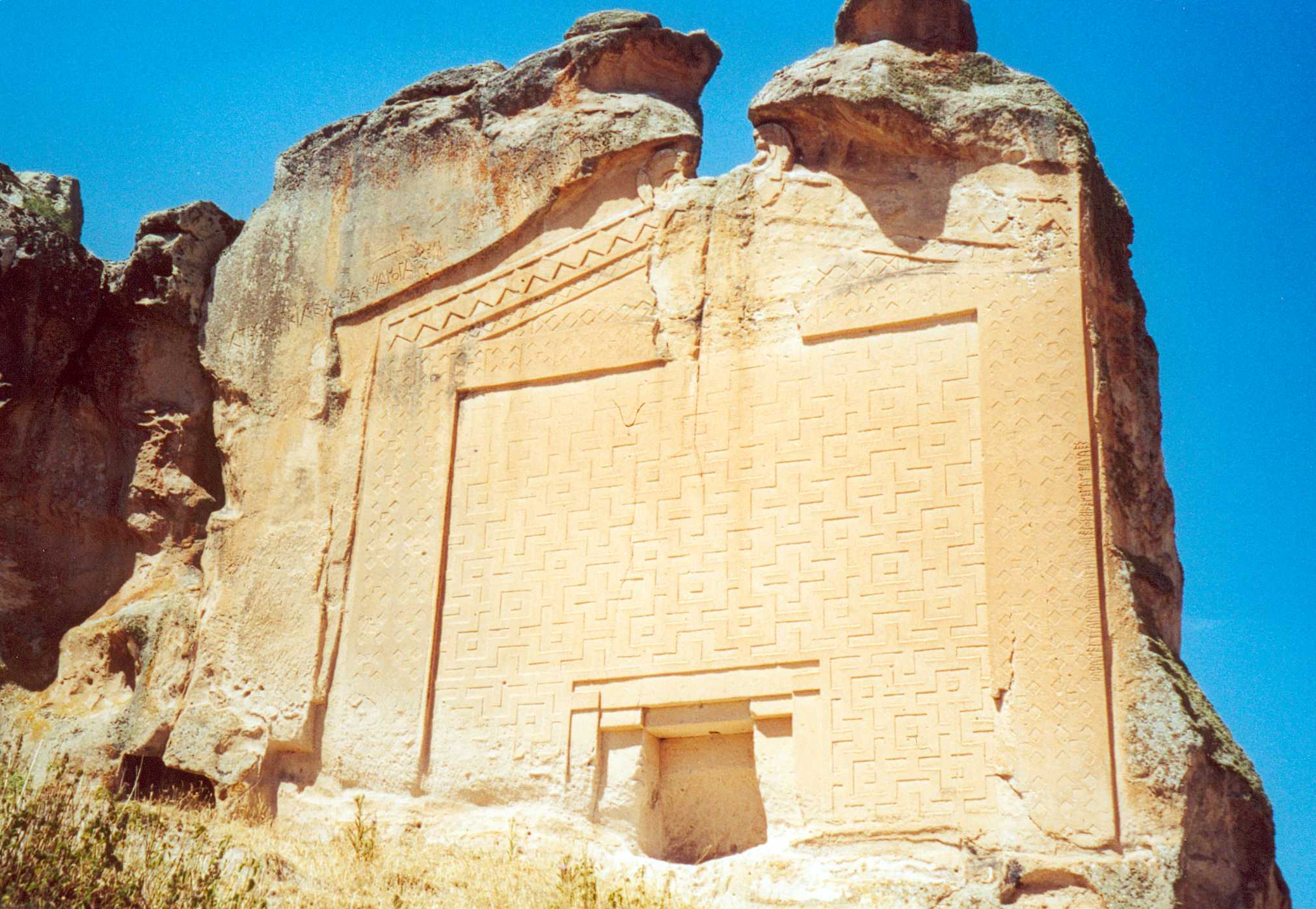
"Tumba de Midas".

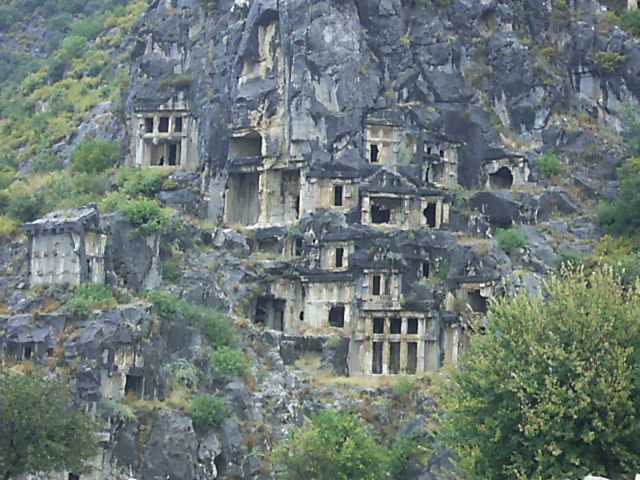
Ciudadela de Myra, civilización licia.

En la península de Anatolia (actual Turquía), y en contacto con la civilización egipcia, se desarrolló a partir del siglo XVIII a. C. la cultura de los Hititas, grandes escultores en piedra. El ejemplo más notable de su arquitectura esculpida en roca es el:
- Santuario de Yazılıkaya; mitad excavado y mitad construido,[5] y cuyos orígenes se remontan al siglo XV a. C. El templo fue iniciado por Hattusili III (1265 a. C. -1237 a. C.) y continuado por Tudhaliya IV (1237-1228 a. C.).

Herederos del Imperio Hitita fueron los estados de Frigia, Cilicia y Capadocia, aunque también las provincias de Hattusa y Licia son ricas en este tipo de arquitecturas.
Los frigios establecieron su capital en Gordión, donde entre los siglos VIII y VII a. C. excavaron templos tipo megaron —considerados como los antecesores de los templos grecorromanos— y diversos mausoleos, altares, nichos y tumbas. Entre las obras rupestres más representativas de la civilización frigia se encuentran:
- Arslankaya (la Roca del León) (imagen)[64]
- Midas Sehri o Ciudad de Midas. Fechada en los siglos VIII o VII a. C., y abandonada durante la invasión persa, gozó de un segundo periodo de prosperidad entre los siglos V y III a. C. El monumento más llamativo es la llamada "Tumba de Midas": una fachada de un falso templo de 47m de altura, y cuya puerta conduce a una cámara de poca profundidad,[5]

Los licios se asentaron en el sur de Anatolia hacia el siglo XIII a. C. Son famosas sus necrópolis horadadas sobre acantilados, en las que se representan esculpidas las arquitecturas civiles de madera propias de la época, muy influenciadas por el arte griego. El estilo licio es muy geométrico, basado en el ángulo recto, y en su periodo tardío incorpora las columnas de orden jónico y la escultura figurativa. Se han contabilizado 1085 tumbas, siendo los ejemplos más representativos:
- Telmessos (en Fethiye, provincia de Muğla) (imagen)
- Pinara (imagen)[65]
- Xanthos (imagen)[66]
- Myra (Demre).
- Dalyan (Muğla) (imagen)

En la región de Capadocia se suceden a lo largo de la historia las culturas Hitita, neohitita, griega y romana, si bien la mayoría de la producción que ha sobrevivido hasta nuestros días es de la época cristiana. El suelo de esta región, formado por sedimentos volcánicos, y muy fácil de horadar posee una particular orografía de formaciones pétreas sobre el que se han esculpido iglesias, monasterios y verdaderas ciudades subterráneas, con predominio del estilo bizantino, imitado en la talla de la roca, y también con influencias del cristianismo armenio y sirio, como se aprecia por el uso de la bóveda de cañón y el ábside en herradura propios de las basílicas paleocristianas.
Las iglesias y monasterios más antiguos datan del siglo IV y siguieron construyéndose hasta la llegada del islamismo en el siglo XIII, habiéndose contabilizado hasta 150 de estas construcciones. Por otra parte, a partir del siglo VII, y debido a las frecuentes incursiones árabes, la población se refugió en asentamientos troglodíticos, más fáciles de defender, creando auténticas ciudades subterráneas. Se conocen 37 de ellas, que en total debieron dar cobijo a unas 100.000 personas, siendo los asentamientos más representativos los de:
- Kaymakli
- Derinkuyu

El asentamiento de Derinkuyu llegó a tener hasta 20 niveles de profundidad, con una extensión total de varios kilómetros cuadrados. Contaba entre otras estancias con una capilla cruciforme de 20 por 9 metros, y estaba conectado subterráneamente con Kaymakli, un asentamiento más antiguo, mediante un corredor de 9 km de longitud. Una peculiaridad en la arquitectura de estas ciudades es la ausencia de fachadas o de decoración exterior, centrándose todo el esfuerzo en los interiores.
Con el tiempo, también las iglesias cristianas fueron invadidas por la población y readaptadas como viviendas, establos o graneros. El Valle de Zelve es un ejemplo de este fenómeno, que pervivió hasta mediados del siglo XX, cuando las autoridades obligaron a la población a abandonar sus asentamientos. La zona de Göreme, donde se agrupan gran cantidad de este tipo de arquitecturas, ha sido convertida en un Parque nacional y declarada Patrimonio de la Humanidad en el año 1985.

### Ucrania
Entre otros, destaca el monasterio excavado
- Uspensky (imagen), cuyo origen pudiera remontarse al siglo VIII.

### Otros países
- Australia: Coober Pedy (imagen) Viviendas e iglesias subterráneas
- Túnez: Casas trogloditas de Matmata (imagen).
- Bolivia: Fuerte de Samaipata (imagen) nichos y petroglifos que se dice forman la mayor piedra esculpida del mundo.[68] Realizados por una cultura precolombina alrededor del año 300 d. C.[68]
- Francia: Es conocida la iglesia parcialmente rupestre de Saint Emilion (imagen), aunque el país cuenta con gran cantidad de obras menores, excavadas durante el medievo con fines defensivos y de ocultación.[3]
- Grecia: Monasterios semirupestres en Meteora. (siglo XIV)
- Libia: ciudad excavada de Nalut (imagen)